# Saison 2013 de Sébastien Loeb en sport automobile
2012 2014
Nonuple champion du monde en titre, c'est en 2013 que Sébastien Loeb entame concrètement sa retraite du monde des rallyes, limitant son engagement en WRC à quatre épreuves lorsque son emploi du temps le lui permet. Le pilote alsacien est alors pleinement focalisé sur sa reconversion dans l'univers des circuits, multipliant les expériences et saisissant toutes les occasions se présentant à lui dans le but de préparer le débarquement de Citroën dans le championnat WTCC à compter de 2014. Il participe ainsi au sein de sa propre écurie à l'intégralité des FIA GT Series, compétition succédant au défunt Championnat du monde FIA GT1. Associé au pilote portugais Álvaro Parente, il y remporte le plus grand nombre de victoires de la saison en dépit de nombreux problèmes ayant affecté sa réussite. Il marque enfin la sphère médiatique en améliorant significativement le record de la course de côte de Pikes Peak pour le compte de Peugeot, devenant le premier pilote à descendre sous la barre des neuf minutes.

## Championnat du monde des rallyes

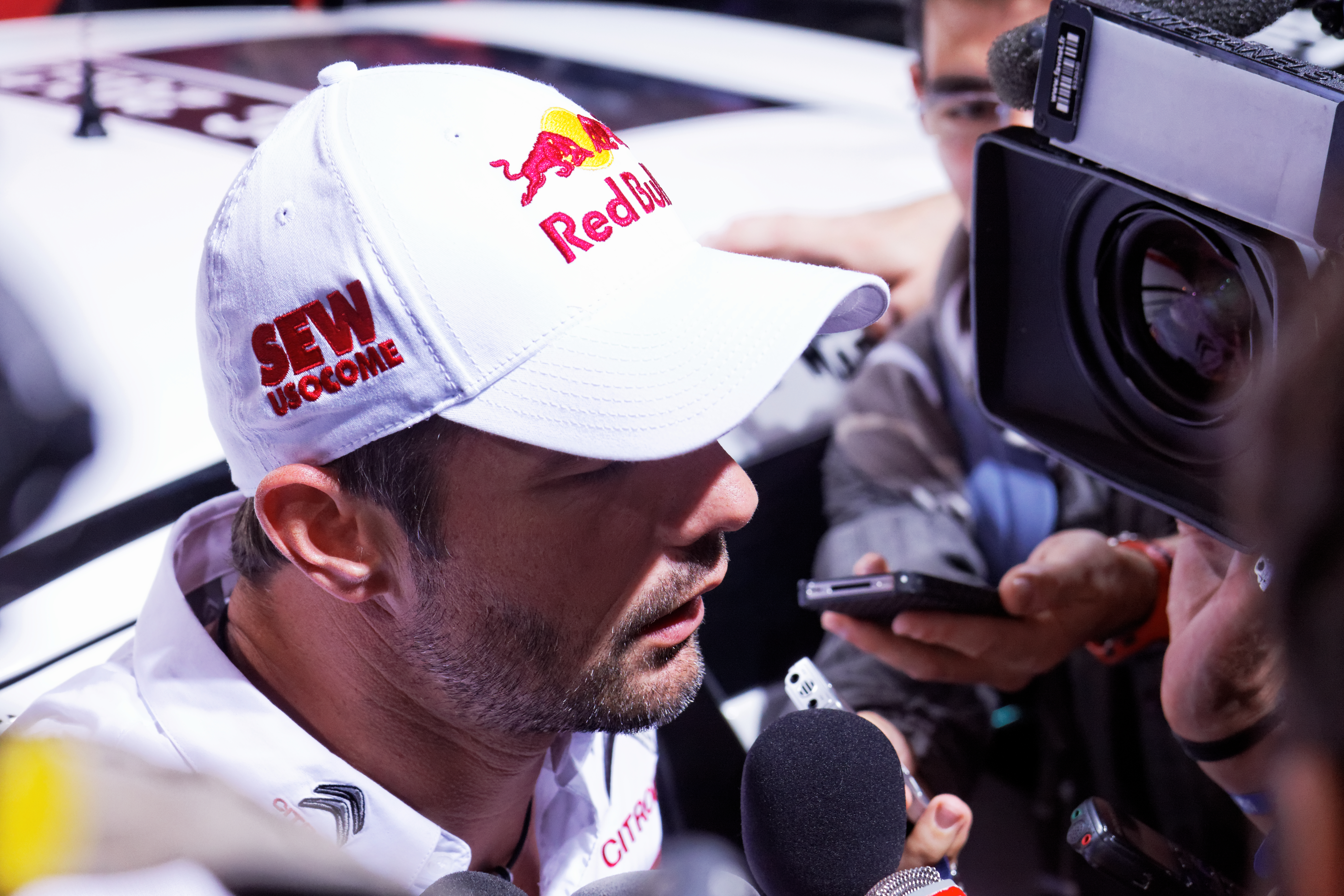
Le 27 septembre 2012, lors d'une conférence de presse organisée au Mondial de l'automobile de Paris, Sébastien Loeb annonce qu'il ne courra pas pour un dixième titre de champion du monde des rallyes en 2013.

Le 27 septembre 2012, estimant n'avoir plus rien à prouver en rallye, Sébastien Loeb annonce dans le cadre du Mondial de l'automobile de Paris qu'il ne sera pas candidat à sa succession lors du championnat WRC 2013, déclinant ainsi la possibilité offerte par son contrat d'effectuer une dernière saison optionnelle,,. Les raisons invoquées par l'Alsacien pour justifier cette décision, fruits d'une réflexion entamée cinq années plus tôt, vont de la lassitude grandissante vis-à-vis de la discipline qui l'aura vu couronner neuf fois au besoin de passer plus de temps avec sa famille : « Viser un titre mondial requiert un investissement total, une motivation exacerbée, une confiance absolue. Même quand la concurrence est moins affûtée, et peut-être encore plus durant les saisons calmes, il faut consacrer toute son énergie à cette quête, en acceptant inlassablement de remettre les compteurs à zéro au mois de janvier. […] Sur les courses, c'est toujours la même histoire. J'y vais en traînant un peu des pieds. Dès que je quitte la maison, je sais que la semaine sera longue et monotone. Le voyage, les deux journées pleines passées en compagnie de Daniel dans la voiture, à reconnaître le parcours, virage après virage, à se lever au petit matin et à se coucher de bonne heure dans des hôtels de campagne, au milieu de nulle part, à quoi s'ajoutent les sollicitations médiatiques et les éternelles heures d'attente… cet incompréhensible rituel ne m'amuse plus. »,. Ce retrait anticipé lui permet dans un second temps de concrétiser ses désirs de reconversion sur circuit exprimés depuis plusieurs années. Il annonce ainsi la poursuite de sa collaboration sportive avec Citroën dans le cadre du débarquement de la marque aux chevrons en Championnat du monde des voitures de tourisme à compter de 2014. L'année 2013 doit quant à elle lui permettre de multiplier les expériences sur circuit, dont un programme complet en FIA GT Series, afin de préparer son nouveau challenge. Ses apparitions en WRC s'en retrouvent ainsi drastiquement réduites en fonction des disponibilités de son agenda, seuls trois à cinq rallyes étant évoqués dans un premier temps. Pour pallier le départ de son pilote emblématique, Citroën entend s'appuyer sur Mikko Hirvonen en tant que nouvelle figure de proue et rappelle l'ancien titulaire Dani Sordo, sans volant à la suite du retrait de l'équipe Mini. Le championnat du monde connaît également d'autres bouleversements significatifs avec l'arrivée de Volkswagen et son budget de fonctionnement conséquent de près de cent millions d'euros, quand dans le même temps la structure M-Sport de Malcolm Wilson perd définitivement le support officiel du constructeur américain Ford,,,,.

### 81eRallye Automobile Monte-Carlo

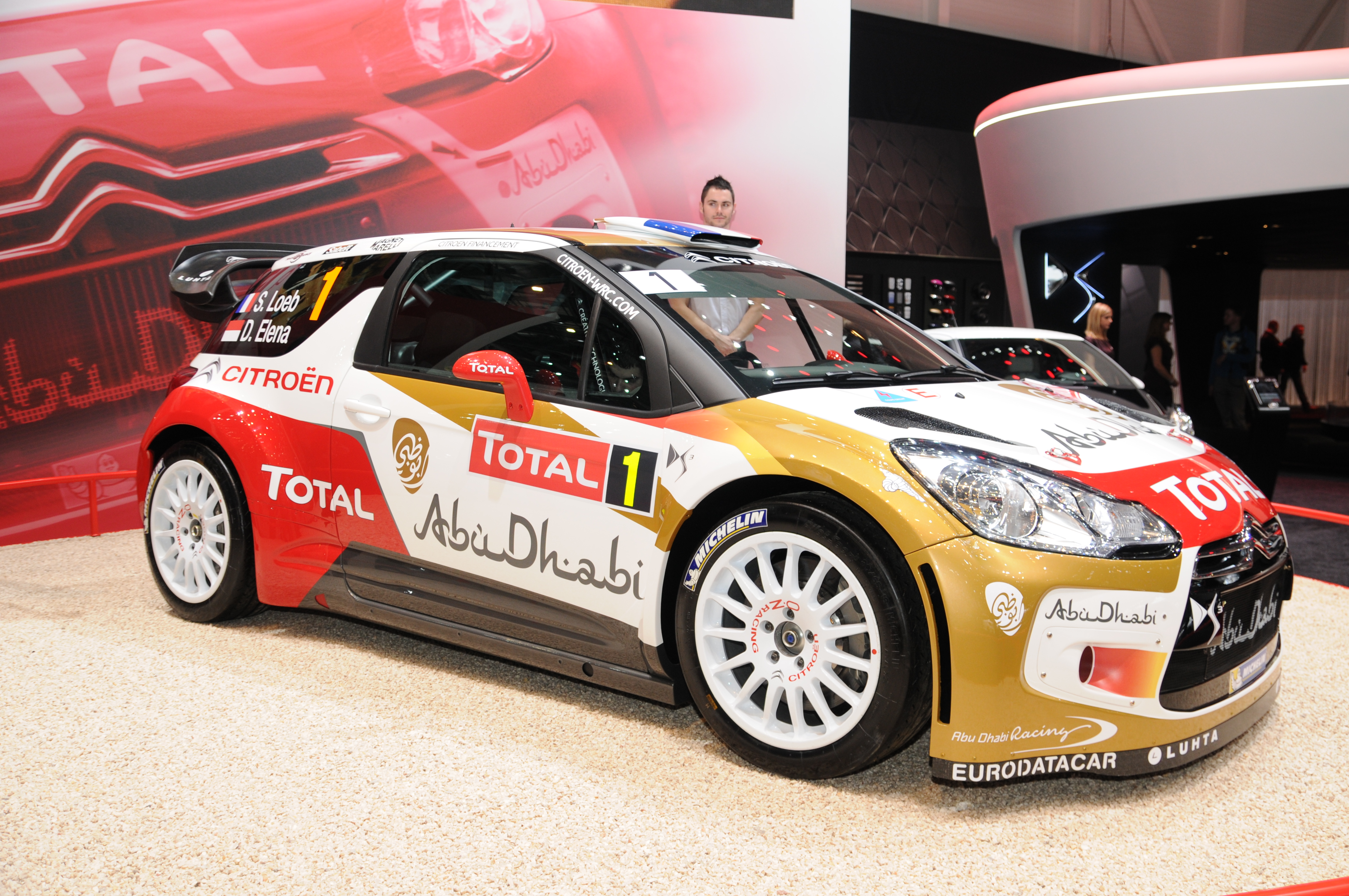
La livrée des Citroën DS3 WRC engagées en 2013 par la marque aux chevrons marque le remplacement de Red Bull, sponsor titre des saisons précédentes, par les couleurs d'Abu Dhabi, dont le partenariat noué avec le constructeur français devait permettre la poursuite de son engagement en WRC.

Sébastien Loeb effectue la première de ses piges en WRC dans le cadre du rallye Monte-Carlo, manche d'ouverture de la saison. Sixtuple vainqueur de l'épreuve et sans pression vis-à-vis du championnat, il avoue s'attendre à des conditions météorologiques délicates au vu des données recueillies lors des reconnaissances. De retour en catégorie reine au volant de la nouvelle Volkswagen Polo R WRC développée à grands moyens pendant un an sur tous les terrains du mondial, Sébastien Ogier signe le premier scratch et se hisse en tête dès le coup d'envoi. Le rallye subit alors ses plus fortes chutes de neige depuis l'édition 2000, rendant les conditions d'adhérence précaires et instables. Loeb réagit aussitôt en s'imposant dans les trois autres spéciales comptant pour la première étape, mettant rapidement un terme au duel annoncé entre les deux hommes en établissant une marge supérieure à la minute au moment de rejoindre le parc fermé : « Dans la première spéciale, j’ai essayé de préserver un peu les clous. À mi-distance, je connaissais mon retard et j’ai décidé d’attaquer. Nous avons repris du temps mais abîmé les clous. La deuxième spéciale a été plus bénéfique puisque j’ai pu prendre les commandes. L’après-midi s’est très bien passée avec des écarts plus importants. Il y avait moins de neige et la glace avait un peu fondue : sur la trajectoire, nous avions quelques rails avec un peu plus de grip. Ça restait tout de même assez délicat ! Avec Daniel, nous avons attaqué très fort. Si on reste sur la défensive, on peut vraiment perdre très vite beaucoup de temps… J’avais un très bon feeling au volant de la Citroën DS3 WRC et nous avons poussé jusqu'au bout. Je suis content parce que ça a bien payé ! ». L'épreuve est également marquée par des problèmes manifestes dans le chronométrage des différents concurrents, trouvant leur origine dans le commissionnement d'un nouveau prestataire par la FIA et rendant la quasi-totalité des temps intermédiaires erronés,,. Devant la dégradation continue des conditions de route et l'apparition d'un phénomène de balayage induit par l'accumulation de neige, l'Alsacien relâche en partie son rythme et assure ses trajectoires dès l'entame de la seconde journée de course. Il signe malgré tout deux fois le chrono de référence dans les secteurs de l'après-midi et accroît son avance en tête du classement : « C’est la première fois que je vois autant de neige sur le Monte-Carlo et cela s’inscrit donc parfaitement dans la tradition. Je dois dire que c’est plutôt très sympa ! Tout le monde voulait de la neige, nous sommes servis. »,. Il poursuit son effort le lendemain et procède à des montages de pneus croisés originaux, accentuant l'écart acquis sur Ogier à près de deux minutes avant le coup d'envoi de la dernière étape et la traversée du Col de Turini : « Nous sommes à la veille de la dernière étape et pour être tout à fait franc, nous ne pouvions pas espérer mieux que notre situation actuelle. Avec deux scratchs sur trois et une avance qui a augmenté, nous sommes pleinement satisfaits de cette troisième étape. Nous avons quitté l'Ardèche et le Vercors pour nous rendre à Monaco. Ces trois étapes ont été marquées par des conditions très difficiles et je suis donc content d’avoir cet écart après avoir franchi ce gros morceau ! »,. C'est lors de cette dernière journée de course que les conditions de route atteignent leur paroxysme. Recouverte de neige fondue réduisant le grip des voitures à néant, la première spéciale de l'étape fut à ce titre emblématique en imposant des vitesses moyennes de passage inférieures à celles pratiquées lors des reconnaissances : « C'était inconduisible : il y avait de la soupe partout. C'était impossible à piloter dans les lignes droites : si on allait à plus de 30 km/h, on sortait. C'était épouvantable. On a fait la trace pour les autres. ». Trois pilotes de tête, dont Jari-Matti Latvala et Juho Hänninen, partiront à la faute dans ce secteur. Loeb parvient à éviter les pièges tout en conservant un rythme suffisant pour assurer sa première place avant que les deux derniers tronçons disputés de nuit ne soient annulés en raison de l'impossibilité pour les ouvreurs d'emprunter la route de Sospel conduisant à la zone concernée, envahie par les spectateurs. Rejoignant sans encombre le point d'arrivée situé dans le port de Monaco, il remporte l'épreuve pour la septième fois de sa carrière : « C'est un moment un peu particulier, pas à cause du déroulement de l'arrivée, mais parce que nous avons rencontré toutes les conditions possibles ce weekend… à part le sec ! Je crois que c'est le premier Monte-Carlo que je dispute sans mettre une seule fois les pneus slicks. Nous avons quasiment dominé l'épreuve du début à la fin, ça me va bien et je vais vraiment savourer cette victoire, d'autant qu'il s'agit vraisemblablement de la dernière ici. ». Anticipant d'éventuelles rumeurs, il confirme aussitôt que ce nouveau succès ainsi que la place de numéro un mondial qui lui est associée ne remet pas en question sa décision de quitter le monde du rallye, privilégiant ainsi son programme de reconversion sur circuit,,,,,.
| Étape   | Jour   | E.S. | Heure   | Nom                                                | Distance | Clas. Spé.         | Temps              | Vit. Moy.          | Clas. |
| ------- | ------ | ---- | ------- | -------------------------------------------------- | -------- | ------------------ | ------------------ | ------------------ | ----- |
| Étape 1 | 16 jan | SS1  | 9 h 03  | Le Moulinon - Antraigues 1                         | 37,10 km | 2e                 | 27 min 35 s 5      | 80,7 km/h          | 2e    |
| Étape 1 | 16 jan | SS2  | 10 h 21 | Burzet - St. Martial 1                             | 30,60 km | 1er                | 25 min 02 s 7      | 73,3 km/h          | 1er   |
| Étape 1 | 16 jan | SS3  | 14 h 21 | Le Moulinon - Antraigues 2                         | 37,10 km | 1er                | 25 min 16 s 2      | 88,1 km/h          | 1er   |
| Étape 1 | 16 jan | SS4  | 15 h 39 | Burzet - St. Martial 2                             | 30,60 km | 1er                | 21 min 54 s 6      | 83,8 km/h          | 1er   |
| Étape 2 | 17 jan | SS5  | 9 h 33  | Labatie d'Andaure - Lalouvesc 1                    | 19,08 km | 3e                 | 14 min 27 s 7      | 79,2 km/h          | 1er   |
| Étape 2 | 17 jan | SS6  | 10 h 14 | St. Bonnet - St. Julien-Molhesabate - St. Bonnet 1 | 25,45 km | 6e                 | 18 min 22 s 8      | 83,1 km/h          | 1er   |
| Étape 2 | 17 jan | SS7  | 11 h 37 | Lamastre - Gilhoc - Alboussière 1                  | 21,72 km | 4e                 | 17 min 09 s 9      | 75,9 km/h          | 1er   |
| Étape 2 | 17 jan | SS8  | 14 h 50 | Labatie d'Andaure - Lalouvesc 2                    | 19,08 km | 1er                | 13 min 10 s 1      | 86,9 km/h          | 1er   |
| Étape 2 | 17 jan | SS9  | 15 h 31 | St. Bonnet - St. Julien-Molhesabate - St. Bonnet 2 | 25,45 km | 3e                 | 17 min 46 s 6      | 85,9 km/h          | 1er   |
| Étape 2 | 17 jan | SS10 | 16 h 54 | Lamastre - Gilhoc - Alboussière 2                  | 21,72 km | 1er                | 15 min 43 s 0      | 82,9 km/h          | 1er   |
| Étape 3 | 18 jan | SS11 | 9 h 08  | St. Jean-en-Royans - La Cime du Mas                | 33,19 km | 1er                | 20 min 17 s 9      | 98,1 km/h          | 1er   |
| Étape 3 | 18 jan | SS12 | 13 h 31 | St. Nazaire-le-Désert - La Motte-Chalancon         | 22,11 km | 5e                 | 15 min 37 s 0      | 84,9 km/h          | 1er   |
| Étape 3 | 18 jan | SS13 | 15 h 29 | Sisteron - Thoard                                  | 36,70 km | 1er                | 24 min 17 s 9      | 90,6 km/h          | 1er   |
| Étape 4 | 19 jan | SS14 | 15 h 11 | Moulinet - La Bollène-Vésubie 1                    | 23,54 km | 4e                 | 24 min 49 s 6      | 56,9 km/h          | 1er   |
| Étape 4 | 19 jan | SS15 | 15 h 54 | Lantosque - Lucéram 1                              | 18,95 km | 4e                 | 15 min 16 s 9      | 74,4 km/h          | 1er   |
| Étape 4 | 19 jan | SS16 | 17 h 12 | Moulinet - La Bollène-Vésubie 2                    | 23,54 km | 1er                | 22 min 08 s 8      | 63,8 km/h          | 1er   |
| Étape 4 | 19 jan | SS17 | 20 h 58 | Moulinet - La Bollène-Vésubie 3                    | 23,54 km | Spéciales annulées | Spéciales annulées | Spéciales annulées | 1er   |
| Étape 4 | 19 jan | SS18 | 21 h 41 | Lantosque - Lucéram 2 (Power Stage)                | 18,95 km | Spéciales annulées | Spéciales annulées | Spéciales annulées | 1er   |

### 61st Rally Sweden
En choisissant de participer au rallye de Suède, unique manche disputée sur neige du calendrier, Sébastien Loeb souhaite se lancer un défi personnel sur la surface qu'il maîtrise le moins et dans une épreuve où il manqua souvent de réussite au cours de sa carrière : « Si les blanches forêts scandinaves ont souvent été impitoyables avec moi, je ne suis pas rancunier. Comme c'est une manche du championnat particulièrement difficile pour moi, j'y trouve au contraire un attrait grisant. La difficulté me plaît. ». Il décrit avant le coup d'envoi le rôle crucial des reconnaissances en raison des conditions météorologiques modifiant d'année en année la couche de poudreuse et donc la prise de notes. Pour cet ultime rallye précédant un premier éloignement du championnat WRC, il évoque à plusieurs reprises sa lassitude de la discipline, trop chronophage pour un père de famille, ainsi que son impatience à entamer sa reconversion sur circuit. L'Alsacien rate sa manche qualificative, héritant en conséquence d'un ordre de passage pénalisant dans les spéciales. Pensant que ce manque de performance trouvait son origine dans des réglages inadaptés de sa Citroën DS3 WRC, il demande à ses ingénieurs d'en modifier le Set-Up avant l'entame de la première étape. Cette décision engendre un comportement trop sous-vireur de sa voiture qui, couplé au balayage subi par rapport à ses principaux adversaires, lui coûtent un temps significatif. La sortie de route précoce de Mikko Hirvonen lui impose quant à elle une charge supplémentaire en le désignant comme seul pilote à pouvoir encore marquer des points pour le compte de la marque aux chevrons. Il parvient à limiter les dégâts en accrochant sur le fil la seconde position du général au soir de la première journée mais accuse un déficit de plus de trente secondes sur le leader Sébastien Ogier : « Cet écart, il peut s’expliquer par plusieurs éléments. Le premier, c’est notre position de départ. Je pense que cela ne nous a pas facilité la vie : nous n’étions pas dans les conditions idéales, avec ce fameux balayage. Cela étant, il n’y a certainement pas que ça. Le tandem Ogier/Polo semble très à l’aise ici, Sébastien Ogier l’a d’ailleurs confirmé en conférence de presse. De notre côté, nous avons un phénomène de sous-virage. Du coup, je dois corriger en entrée de virage. Nous allons jouer sur les réglages pour essayer de trouver la bonne solution. »,. Profitant de conditions de route désormais similaires à celles de ses rivaux et d'une DS3 réajustée, le champion du monde signe ses premiers scratchs et commence à réduire progressivement le retard accumulé sur le Gapençais, dont la Polo R démontre un niveau de performance manifeste en dépit de son jeune âge. Il rejoint le parc fermé de fin d'étape avec un écart contracté d'une demi-douzaine de secondes : « Nous avons travaillé sur les réglages et toute l’équipe a bien bossé. Nous étions mieux aujourd'hui, avec une voiture sympa à piloter. Malgré le bon comportement de la DS3 WRC, c’est compliqué de faire de gros écarts en Suède. Le temps que nous avons perdu lors du deuxième jour, nous pouvons difficilement le récupérer. Nous avons passé la journée à la seconde avec Sébastien Ogier et sa Polo. Cela montre qu’en partant dans des conditions similaires, nous sommes à la bagarre. »,. Bien qu'estimant la victoire hors de portée à la régulière, Loeb poursuit son effort au coup d'envoi de la dernière étape et parvient à faire tomber l'écart le séparant d'Ogier à vingt secondes en monopolisant le haut de la feuille des temps. Il relâche finalement son rythme après l'assistance de mi-journée en raison de l’insuffisance de la distance restante à parcourir ainsi que de la nécessité d'assurer les points Constructeurs pour Citroën Racing : « Ce matin, nous sommes repartis à bloc. Nous savions que la mission serait difficile, mais nous étions bien décidés à jouer notre carte à fond. C'est ce que nous avons fait durant les premières spéciales. Nous avons réussi à reprendre un peu de temps, pour réduire l'avance du leader à vingt secondes. Cela étant, la tâche devenait de plus en plus compliquée et nous avons décidé d’être raisonnables si l’on peut dire. C'est vraiment la qualification qui a déterminé la première journée et cela nous a coûté un temps précieux. Aurions-nous gagné sans cela ? Je ne sais pas, mais nous aurions certainement été plus proches. »,.
| Étape   | Jour   | E.S. | Heure   | Nom                            | Distance | Clas. Spé. | Temps         | Vit. Moy.  | Clas. |
| ------- | ------ | ---- | ------- | ------------------------------ | -------- | ---------- | ------------- | ---------- | ----- |
| Étape 1 | 7 fév  | SS1  | 20 h 04 | Super Special Stage Karlstad 1 | 1,90 km  | 1er        | 1 min 34 s 5  | 72,4 km/h  | 1er   |
| Étape 1 | 8 fév  | SS2  | 8 h 39  | Lesjöfors 1                    | 15,00 km | 3e         | 9 min 19 s 3  | 96,5 km/h  | 3e    |
| Étape 1 | 8 fév  | SS3  | 9 h 33  | Värmullsåsen 1                 | 23,77 km | 3e         | 13 min 53 s 2 | 102,7 km/h | 2e    |
| Étape 1 | 8 fév  | SS4  | 10 h 43 | Vargåsen 1                     | 24,63 km | 4e         | 13 min 49 s 1 | 106,9 km/h | 2e    |
| Étape 1 | 8 fév  | SS5  | 13 h 21 | Lesjöfors 2                    | 15,00 km | 4e         | 9 min 05 s 9  | 98,9 km/h  | 3e    |
| Étape 1 | 8 fév  | SS6  | 14 h 15 | Värmullsåsen 2                 | 23,77 km | 5e         | 13 min 41 s 3 | 104,2 km/h | 3e    |
| Étape 1 | 8 fév  | SS7  | 15 h 25 | Vargåsen 2                     | 24,63 km | 3e         | 13 min 32 s 0 | 109,2 km/h | 2e    |
| Étape 1 | 8 fév  | SS8  | 19 h 00 | Super Special Stage Karlstad 2 | 1,90 km  | 3e         | 1 min 36 s 2  | 71,1 km/h  | 2e    |
| Étape 2 | 9 fév  | SS9  | 8 h 47  | Sägen 1                        | 13,73 km | 2e         | 7 min 09 s 5  | 115,1 km/h | 2e    |
| Étape 2 | 9 fév  | SS10 | 9 h 52  | Fredriksberg 1                 | 18,15 km | 2e         | 10 min 24 s 8 | 104,6 km/h | 2e    |
| Étape 2 | 9 fév  | SS11 | 10 h 39 | Rämmen 1                       | 22,76 km | 1er        | 11 min 42 s 6 | 116,6 km/h | 2e    |
| Étape 2 | 9 fév  | SS12 | 11 h 20 | Hagfors Sprint 1               | 1,87 km  | 2e         | 1 min 58 s 1  | 57,0 km/h  | 2e    |
| Étape 2 | 9 fév  | SS13 | 13 h 38 | Sägen 2                        | 13,73 km | 1er        | 7 min 00 s 2  | 117,6 km/h | 2e    |
| Étape 2 | 9 fév  | SS14 | 14 h 43 | Fredriksberg 2                 | 18,15 km | 2e         | 10 min 19 s 0 | 105,6 km/h | 2e    |
| Étape 2 | 9 fév  | SS15 | 15 h 30 | Rämmen 2                       | 22,76 km | 2e         | 11 min 43 s 3 | 116,5 km/h | 2e    |
| Étape 2 | 9 fév  | SS16 | 16 h 11 | Hagfors Sprint 2               | 1,87 km  | 1er        | 2 min 00 s 7  | 55,8 km/h  | 2e    |
| Étape 3 | 10 fév | SS17 | 7 h 54  | Mitandersfors                  | 27,07 km | 1er        | 14 min 00 s 1 | 116,0 km/h | 2e    |
| Étape 3 | 10 fév | SS18 | 9 h 11  | Finnskogen 1                   | 16,82 km | 1er        | 9 min 00 s 0  | 112,1 km/h | 2e    |
| Étape 3 | 10 fév | SS19 | 10 h 06 | Kirkener 1                     | 7,16 km  | 1er        | 5 min 42 s 7  | 75,2 km/h  | 2e    |
| Étape 3 | 10 fév | SS20 | 11 h 19 | Kirkener 2                     | 7,16 km  | 2e         | 5 min 42 s 8  | 75,2 km/h  | 2e    |
| Étape 3 | 10 fév | SS21 | 11 h 54 | Finnskogen 2                   | 16,82 km | 6e         | 9 min 07 s 9  | 110,5 km/h | 2e    |
| Étape 3 | 10 fév | SS22 | 14 h 12 | Torsby (Power Stage)           | 19,26 km | 5e         | 10 min 00 s 5 | 115,5 km/h | 2e    |

### 33º Philips LED Rally Argentina

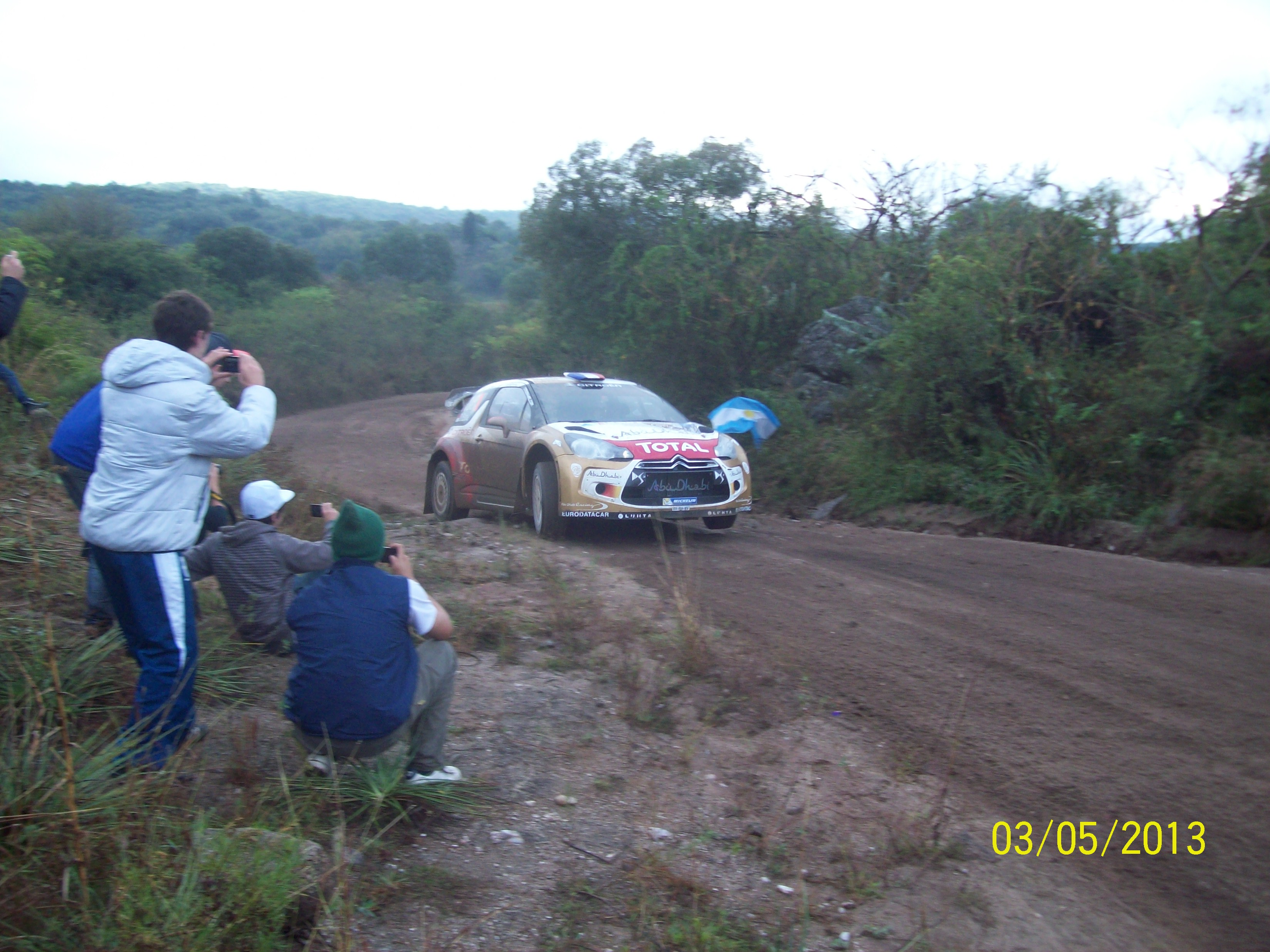
Six mois après sa dernière participation à une manche terre du championnat WRC, Sébastien Loeb remporte une huitième victoire consécutive au rallye d'Argentine après avoir poussé son compatriote Sébastien Ogier dans ses retranchements.

Six mois après sa dernière participation à une épreuve terre du mondial, Sébastien Loeb s'engage pour le rallye d'Argentine à la demande expresse de son employeur, l'Amérique du Sud constituant un marché stratégique pour le groupe PSA. Conscient de l'avance technologique démontrée par Volkswagen lors des manches précédentes, du handicap consécutif à son manque de roulage et de la nécessité de se reconstruire une motivation parallèlement à son investissement sur circuit, l'Alsacien limite son objectif initial à quelques points Constructeurs pour le compte de Citroën : « Après l'Argentine, j'enchaînerai quatre autres week-ends de compétition. Je crois que je ne passerai que deux jours chez moi en mai. Mais je n'ai pas à me plaindre, c'est moi qui ai choisi de répondre favorablement aux opportunités qui se présentaient. Je suis encore plus occupé que les années précédentes, mais cela me permet de développer mes facultés d'adaptation et d'accumuler de l'expérience en vue de nos projets communs avec Citroën. C'est l'année où il fallait faire tout ça, j'apprendrai plus tard à ne rien faire. ». L'Alsacien ne réitère pas l'erreur commise en Suède et s'adjuge la deuxième place de la manche qualificative, synonyme de conditions de route optimales. Présent dans le trio de tête à l'issue des premières spéciales, il avoue se sentir rouillé et éprouver des difficultés à retrouver sa pointe de vitesse tout en pointant du doigt un comportement toujours trop sous-vireur de sa DS3. En tête depuis le coup d'envoi, les Polo R creusent progressivement l'écart. Le champion du monde opte pour un mauvais choix de pneus avant d'aborder les deuxièmes passages puis subit une averse localisée au moment d'emprunter le quatrième secteur. Il parvient malgré tout à limiter les dégâts et accroche la seconde place du général lors du retour au parc fermé, seize secondes derrière le leader du classement mondial Sébastien Ogier. Loeb poursuit son effort dès l'entame de la deuxième journée et amplifie progressivement son rythme. En tête dans les temps intermédiaires de la première spéciale du jour, il commet une erreur en sortant trop large dans un virage et abandonne quelques secondes supplémentaires. C'est finalement dans le secteur suivant que le tournant du rallye se produit lorsque, au prix d'une prise de risques conséquente, il réduit son retard d'un tiers à mi-parcours et pousse Ogier à la faute. Le Gapençais craque sous la pression et concède plus de quarante secondes en tirant tout droit dans un virage boueux. Désormais aux commandes du rallye, l'Alsacien accentue son offensive en enlevant les deux temps scratchs subséquents et porte son avance à près d'une minute au soir de la deuxième étape : « Je me sentais vraiment bien dans l'auto, j'ai retrouvé mes sensations, mon feeling : je me suis libéré et j'ai attaqué à bloc ! J'ai commencé à reprendre mes repères, ce qui n'est pas si simple quand on n'a pas roulé depuis un moment ! L'adhérence était plutôt bonne, même s'il fallait rester bien vigilant… »,. Le champion du monde relâche son rythme et assure ses trajectoires dans la dernière journée de course, contrôlant la remontée de ses adversaires. Il rejoint l'arrivée sans encombre et s'impose pour la huitième fois consécutive en Argentine, perpétuant une invincibilité acquise depuis 2005 : « C'est un rallye qui me réussit et pourtant il figure parmi les plus difficiles, avec beaucoup de pièges, de gros cailloux et un terrain très cassant. Je suis d'autant plus content que ce n'était pas évident de se remettre dans le rythme : depuis mon dernier rallye sur terre, je n’avais fait qu’une journée d’essais. Je dois dire qu’il y a aussi une atmosphère particulière en Argentine. Outre les paysages magnifiques, c’est le rallye où il y a le plus de fans. Je dirais même des fanatiques. Il y a une telle ferveur, c’est impressionnant ! Nous allons fêter cette belle victoire. Avec Daniel, nous ne nous sommes pas posé trop de questions : c’est le dernier rallye sur terre, peut-être l’avant-dernier ensemble. »,.
| Étape   | Jour    | E.S. | Heure   | Nom                                | Distance | Clas. Spé. | Temps         | Vit. Moy.  | Clas. |
| ------- | ------- | ---- | ------- | ---------------------------------- | -------- | ---------- | ------------- | ---------- | ----- |
| Étape 1 | 1er mai | SS1  | 16 h 03 | Branca Único 1                     | 6,04 km  | 3e         | 4 min 44 s 3  | 76,5 km/h  | 3e    |
| Étape 1 | 2 mai   | SS2  | 9 h 08  | Santa Catalina - La Pampa 1        | 27,09 km | 4e         | 18 min 28 s 6 | 88,0 km/h  | 4e    |
| Étape 1 | 2 mai   | SS3  | 9 h 51  | Ascochinga - Agua de Oro 1         | 51,88 km | 2e         | 37 min 57 s 1 | 82,0 km/h  | 3e    |
| Étape 1 | 2 mai   | SS4  | 14 h 41 | Santa Catalina - La Pampa 2        | 27,09 km | 3e         | 18 min 08 s 0 | 89,6 km/h  | 2e    |
| Étape 1 | 2 mai   | SS5  | 15 h 24 | Ascochinga - Agua de Oro 2         | 51,88 km | 3e         | 38 min 12 s 4 | 81,5 km/h  | 2e    |
| Étape 2 | 3 mai   | SS6  | 8 h 33  | Santa Rosa - Villa del Dique 1     | 40,69 km | 2e         | 22 min 29 s 9 | 108,5 km/h | 2e    |
| Étape 2 | 3 mai   | SS7  | 9 h 41  | Amboy - Yacanto 1                  | 39,16 km | 2e         | 22 min 57 s 8 | 102,3 km/h | 1er   |
| Étape 2 | 3 mai   | SS8  | 14 h 59 | Santa Rosa - Villa del Dique 2     | 40,69 km | 1er        | 21 min 58 s 6 | 111,1 km/h | 1er   |
| Étape 2 | 3 mai   | SS9  | 16 h 07 | Amboy - Yacanto 2                  | 39,16 km | 1er        | 22 min 28 s 3 | 104,6 km/h | 1er   |
| Étape 2 | 3 mai   | SS10 | 19 h 05 | Branca Único 2                     | 6,04 km  | 3e         | 4 min 50 s 9  | 74,7 km/h  | 1er   |
| Étape 3 | 4 mai   | SS11 | 9 h 08  | Mina Clavero - Giulio Cèsare 1     | 22,64 km | 4e         | 18 min 47 s 9 | 72,3 km/h  | 1er   |
| Étape 3 | 4 mai   | SS12 | 9 h 56  | El Cóndor - Copina 1               | 16,32 km | 2e         | 13 min 05 s 3 | 74,8 km/h  | 1er   |
| Étape 3 | 4 mai   | SS13 | 11 h 39 | Mina Clavero - Giulio Cèsare 2     | 22,64 km | 7e         | 18 min 41 s 6 | 72,7 km/h  | 1er   |
| Étape 3 | 4 mai   | SS14 | 12 h 57 | El Cóndor - Copina 2 (Power Stage) | 16,32 km | 6e         | 13 min 06 s 0 | 74,7 km/h  | 1er   |

### Citroën et le WRC sans Sébastien Loeb
Avec la prise de distance de Sébastien Loeb vis-à-vis du monde des rallyes désormais effective, le championnat WRC poursuit son cours en l'absence du pilote ayant marqué l'Histoire de la discipline au cours des dix saisons précédentes. Cumulée au départ de Petter Solberg pour le Championnat du monde de rallycross, la fin de l'ère Loeb conduit à diverses situations atypiques. Le rallye du Mexique 2013 devient ainsi la première épreuve du mondiale depuis le rallye de Côte d'Ivoire 1992 à être disputée sans champion du monde sur la liste d'engagements. Avec Mikko Hirvonen, âgé de trente-deux ans seulement, occupant le statut de doyen des pilotes d'usine, la majorité des équipages se disputant les victoires potentielles ne sont pas encore trentenaires tandis que la plupart des concurrents du plateau sont toujours en cours d'apprentissage, affectant ainsi négativement le niveau d'adversité global du championnat. Disposant d'un budget de fonctionnement plus de deux fois inférieur, Citroën Racing se retrouve malmené par le nouvel arrivant Volkswagen dont la Polo R semble, de l'avis de plusieurs pilotes et observateurs, très au-dessus de la concurrence en dépit de son jeune âge,. Tandis que la firme allemande dépense sans compter dans le développement de sa voiture, la marque aux chevrons se voit au contraire rattraper par les difficultés économiques de sa maison mère PSA, dont l'effort financier fut réduit de 75 % à 40 % du budget total de sa branche sportive. À la mi-saison, Mikko Hirvonen et Dani Sordo comptent ainsi moins de points que Sébastien Loeb malgré son absence dans quatre des sept rallyes disputés. Au moment où Citroën officialise son engagement en WTCC pour 2014, Yves Matton indique dans une interview son espoir de bénéficier des services de Sébastien Loeb pour quelques manches supplémentaires afin de stopper la spirale de mauvais résultats et de sauver le titre Constructeurs. Le rallye d'Allemagne et le rallye de Catalogne, deux épreuves asphalte, sont ainsi évoqués avant que le principal intéressé ne fasse taire les rumeurs en invoquant son emploi du temps trop chargé qui l'obligerait à concourir sans participer aux reconnaissances. Dans le même temps, la supériorité des Polo R se confirme victoire après victoire. D'ordinaire sur la réserve, Hirvonen avoue sans détours son impuissance lors du rallye d'Australie : « La Volkswagen est trop forte. Il n'y a rien à faire. », quand Guy Fréquelin, ancien directeur de Citroën Racing, met également en lumière les différences de moyens entre les deux constructeurs,,. Désormais privée du soutien technique et financier de Ford et concentrant la quasi-totalité de ses ressources sur le nouveau programme GT de Bentley, la structure M-Sport de Malcolm Wilson se retrouve également dans l'incapacité de concurrencer efficacement la firme de Wolfsbourg.

### Crédit Mutuel Rallye de France – Alsace 2013
Mettant un terme à une carrière entamée en 1999, le rallye de France-Alsace 2013 marque le jubilé de Sébastien Loeb en championnat du monde avant de céder quelque temps plus tard à une dernière pige au Monte-Carlo 2015. Privé du titre pour un point en Australie, Sébastien Ogier annonce n'avoir d'autre objectif que la victoire afin d'éviter que son sacre annoncé ne perde toute valeur médiatique face au retrait de son aîné. L'Alsacien se montre pour sa part lucide sur ses chances en raison de son absence du WRC au cours des six mois précédents et de son besoin de réadaptation à l'asphalte du mondial qu'il n'a plus pratiqué depuis près d'un an, et n'annonce ainsi aucun objectif particulier autre que celui de remercier ses supporters,. Le bouleversement en cours de saison du calendrier des FIA GT Series pour y inclure la manche de clôture disputée à Bakou en Azerbaïdjan entraîne le déplacement du meeting de Navarra au week-end précédant le rallye d'Alsace. Cette modification imprévue conduit dès lors à accentuer la charge pesant sur l'agenda de l'Alsacien à l'approche de son épreuve nationale. La semaine de travail habituellement nécessaire pour aborder sereinement une manche du mondial est ainsi condensée en une seule journée d'essais, organisée dans les environs du Ménil le 30 septembre 2013 au lendemain de ses deux victoires acquises en Espagne. Mais l'arrivée tardive du champion du monde sur place en raison de l'atterrissage en catastrophe de son hélicoptère la veille pour cause de mauvais temps, ainsi que son départ précipité en fin d'après-midi pour se rendre à l'inauguration d'un complexe sportif qui portera son nom dans sa ville natale d'Haguenau, écourteront cette unique séance de préparation,. C'est à partir du jour suivant que le pilote français pu commencer à se concentrer sur son rallye avec l'entame des reconnaissances au cours desquelles il fut régulièrement sollicité par de nombreux curieux. Héritant du septième rang dans l'ordre de passage en spéciales de par son classement au championnat Pilotes, son inquiétude se porte alors sur les prévisions météorologiques annonçant des conditions pluvieuses dès la première étape, synonymes de handicap compte tenu de la boue ramenée sur la route par les premiers partis,. Fait jusque-là inédit, la Super-Spéciale d'ouverture, disputée dans les rues de Strasbourg, tient le rôle de Power Stage pour la manche française du calendrier. Classé troisième, Sébastien Ogier engrange le point manquant pour décrocher son premier titre mondial tandis que Loeb y abandonne près de trois secondes à la suite de quelques erreurs dans les passages sinueux du tracé. L'Alsacien impressionne à l'entame des premiers secteurs significatifs en signant les trois temps scratchs de la boucle matinale malgré l'utilisation de gommes dures dans des conditions humides. Manquant de grip en raison d'un mauvais choix de pneus, il cède la tête du classement à Thierry Neuville dans les seconds passages et rejoint le parc fermé de fin d'étape en quatrième position : « Le choix de pneus, en WRC, il se paye cash et je crois honnêtement que nous avons fait trois belles spéciales. Dans ces conditions, nous aurions pu perdre plus de temps mais encore une fois le jeu n’en valait pas la chandelle si les gouttes s’étaient mises à tomber. On a tout donné pour rester dans le coup et ce soir nous ne sommes pas trop distancés par rapport à nos rivaux. Pour un retour, le bilan est plutôt positif. Nous sommes dans le match et il reste deux grosses étapes. »,,. Les averses s'intensifient lors de la deuxième étape, dégradant les conditions de route. Victime de survirage sur sa Citroën DS3 WRC, Loeb abandonne plus de quinze secondes dans la boucle matinale et pointe du doigt les réglages adoptés lors de la courte séance d'essais effectuée avant le départ. Usant de l'assistance de mi-journée pour procéder à une correction du Set-Up, il retrouve les problèmes de sous-virages rencontrés lors de l'édition précédente du rallye d'Alsace et perd confiance dans les parties rapides. Il parvient malgré tout à conserver le contact avec les pilotes de tête lors du retour au parc fermé en profitant d'une crevaison de Neuville : « Demain, il est clair qu’il va falloir attaquer. Il faut remonter au classement et il n’y a pas de calcul à faire. Tout le monde veut attaquer, mais tout le monde veut aussi finir ce rallye. Donc il faut trouver le juste milieu. En tout cas, c’est chaud et ça nous promet une grosse bagarre ! »,,. Sa course s'achève prématurément dans la première spéciale du dimanche. Prenant des risques significatifs, il est signalé en tête dans les temps intermédiaires lorsque l'arrière de sa DS3 décroche subitement et fait partir l'équipage en tonneaux : « J’avais dit qu’il faudrait attaquer et c’est dans cet état d’esprit que nous avons pris le départ de la dernière étape avec Daniel. Nous ne voulions pas, et nous ne pouvions pas, nous satisfaire d’une quatrième place. Surtout que nous étions à seulement cinq secondes du leader. On se devait de tout donner ! Malheureusement, sur une route glissante, l’arrière de l’auto a décroché dans un virage assez rapide à droite et je n’ai pas pu la récupérer. Nous avons fini dans le fossé, sur le toit. C’est une déception c’est certain, mais ce sont des choses qui peuvent arriver. On ne s’est pas fait mal, et c’est l’essentiel. Après, oui je suis déçu mais surtout pour tous les fans qui nous attendaient sur le bord des routes et à Haguenau, ainsi que pour toute l’équipe Citroën Racing. ». Une cérémonie est organisée le soir-même en son honneur au Zénith de Strasbourg devant plus de six mille personnes,.
| Étape   | Jour  | E.S. | Heure   | Nom                         | Distance | Clas. Spé. | Temps         | Vit. Moy.  | Clas.   |
| ------- | ----- | ---- | ------- | --------------------------- | -------- | ---------- | ------------- | ---------- | ------- |
| Étape 1 | 3 oct | SS1  | 16 h 00 | Strasbourg (Power Stage)    | 4,55 km  | 7e         | 3 min 23 s 7  | 80,4 km/h  | 7e      |
| Étape 1 | 4 oct | SS2  | 9 h 18  | Klevener 1                  | 10,66 km | 1er        | 6 min 00 s 0  | 106,6 km/h | 3e      |
| Étape 1 | 4 oct | SS3  | 9 h 50  | Massif des Grands Crus 1    | 13,04 km | 1er        | 7 min 46 s 6  | 100,6 km/h | 2e      |
| Étape 1 | 4 oct | SS4  | 10 h 50 | Vosges - Pays d'Ormont 1    | 34,34 km | 1er        | 19 min 08 s 7 | 107,6 km/h | 1er     |
| Étape 1 | 4 oct | SS5  | 14 h 40 | Klevener 2                  | 10,66 km | 4e         | 6 min 05 s 5  | 105,0 km/h | 1er     |
| Étape 1 | 4 oct | SS6  | 15 h 12 | Massif des Grands Crus 2    | 13,04 km | 5e         | 7 min 58 s 0  | 98,2 km/h  | 2e      |
| Étape 1 | 4 oct | SS7  | 16 h 12 | Vosges - Pays d'Ormont 2    | 34,34 km | 5e         | 18 min 46 s 2 | 109,8 km/h | 4e      |
| Étape 2 | 5 oct | SS8  | 9 h 23  | Hohlandsbourg - Firstplan 1 | 28,48 km | 4e         | 14 min 43 s 7 | 116,0 km/h | 4e      |
| Étape 2 | 5 oct | SS9  | 10 h 06 | Vallée de Munster 1         | 16,73 km | 5e         | 8 min 38 s 0  | 116,3 km/h | 5e      |
| Étape 2 | 5 oct | SS10 | 10 h 54 | Soultzeren - Pays Welche 1  | 19,93 km | 1er        | 9 min 47 s 2  | 122,2 km/h | 4e      |
| Étape 2 | 5 oct | SS11 | 13 h 57 | Hohlandsbourg - Firstplan 2 | 28,48 km | 2e         | 14 min 44 s 4 | 115,9 km/h | 3e      |
| Étape 2 | 5 oct | SS12 | 14 h 40 | Vallée de Munster 2         | 16,73 km | 4e         | 8 min 35 s 0  | 116,9 km/h | 4e      |
| Étape 2 | 5 oct | SS13 | 15 h 28 | Soultzeren - Pays Welche 2  | 19,93 km | 2e         | 9 min 50 s 1  | 121,6 km/h | 4e      |
| Étape 2 | 5 oct | SS14 | 18 h 00 | Mulhouse                    | 4,65 km  | 3e         | 3 min 36 s 2  | 77,4 km/h  | 4e      |
| Étape 3 | 6 oct | SS15 | 9 h 23  | Vignoble de Cleebourg 1     | 14,60 km | Abandon    | Abandon       | Abandon    | Abandon |
| Étape 3 | 6 oct | SS16 | 10 h 45 | Bischwiller - Gries 1       | 7,95 km  | Abandon    | Abandon       | Abandon    | Abandon |
| Étape 3 | 6 oct | SS17 | 11 h 18 | Haguenau 1                  | 5,74 km  | Abandon    | Abandon       | Abandon    | Abandon |
| Étape 3 | 6 oct | SS18 | 12 h 45 | Vignoble de Cleebourg 2     | 14,60 km | Abandon    | Abandon       | Abandon    | Abandon |
| Étape 3 | 6 oct | SS19 | 14 h 08 | Bischwiller - Gries 2       | 7,95 km  | Abandon    | Abandon       | Abandon    | Abandon |
| Étape 3 | 6 oct | SS20 | 14 h 40 | Haguenau 2                  | 5,74 km  | Abandon    | Abandon       | Abandon    | Abandon |

### Bilan de la saison
Pour sa saison d'adieu au championnat WRC, Sébastien Loeb s'impose dans deux des quatre rallyes auxquels il participe, confirmant la persistance de sa pointe de vitesse en dépit de son âge et de sa lassitude. Le retrait quasi-total de son pilote vedette n'est en revanche pas sans conséquences pour Citroën, dépossédé de tous ses titres au profit du nouvel arrivant Volkswagen.
| #     | Rallye                    | Surface              | Départ | Victoire | Podium | Abandon | Points | E.S. Prog. | E.S. Clas. | E.S. Dép. | Scratchs | %Scratchs | E.S. Tête | %E.S. Tête | Clas. |
| ----- | ------------------------- | -------------------- | ------ | -------- | ------ | ------- | ------ | ---------- | ---------- | --------- | -------- | --------- | --------- | ---------- | ----- |
| 1     | Rallye Monte-Carlo        | Asphalte enneigé     | ●      | ●        | ●      |         | 25     | 18         | 18         | 16        | 8        | 50,00%    | 17        | 94,44%     | 1er   |
| 2     | Rallye de Suède           | Terre enneigée       | ●      |          | ●      |         | 18     | 22         | 22         | 22        | 7        | 31,82%    | 1         | 4,55%      | 2e    |
| 3     | Rallye du Mexique         | Terre rapide         |        |          |        |         | -      | -          | -          | -         | -        | -         | -         | -          | -     |
| 4     | Rallye du Portugal        | Terre abrasive       |        |          |        |         | -      | -          | -          | -         | -        | -         | -         | -          | -     |
| 5     | Rallye d'Argentine        | Terre abrasive       | ●      | ●        | ●      |         | 25     | 14         | 14         | 14        | 2        | 14,29%    | 8         | 57,14%     | 1er   |
| 6     | Rallye de l'Acropole      | Terre abrasive       |        |          |        |         | -      | -          | -          | -         | -        | -         | -         | -          | -     |
| 7     | Rallye de Sardaigne       | Terre abrasive       |        |          |        |         | -      | -          | -          | -         | -        | -         | -         | -          | -     |
| 8     | Rallye de Finlande        | Terre rapide         |        |          |        |         | -      | -          | -          | -         | -        | -         | -         | -          | -     |
| 9     | Rallye d'Allemagne        | Asphalte             |        |          |        |         | -      | -          | -          | -         | -        | -         | -         | -          | -     |
| 10    | Rallye d'Australie        | Terre rapide         |        |          |        |         | -      | -          | -          | -         | -        | -         | -         | -          | -     |
| 11    | Rallye de France-Alsace   | Asphalte             | ●      |          |        | ●       | 0      | 20         | 14         | 15        | 4        | 26,67%    | 2         | 14,29%     | Ab.   |
| 12    | Rallye de Catalogne       | Mixte Terre/Asphalte |        |          |        |         | -      | -          | -          | -         | -        | -         | -         | -          | -     |
| 13    | Rallye de Grande-Bretagne | Terre rapide         |        |          |        |         | -      | -          | -          | -         | -        | -         | -         | -          | -     |
| Total |                           |                      | 4      | 2        | 3      | 1       | 68     | 74         | 68         | 67        | 21       | 31,34%    | 28        | 41,18%     | 8e    |

## FIA GT Series
Le 7 décembre 2012, Sébastien Loeb annonce sa participation au sein de sa propre écurie à l'intégralité du nouveau championnat FIA GT Series, successeur du défunt Championnat du monde FIA GT1 et à ce titre compétition de GT Sprint la plus relevée au monde. Cet engagement constitue pour l'Alsacien la pierre angulaire de son travail de reconversion sur circuit dans le but de préparer son arrivée dans le Championnat du monde des voitures de tourisme avec Citroën Racing à compter de 2014. Le SLR annonce le 18 décembre 2012 l'acquisition à cet effet de deux McLaren MP4-12C GT3 au terme d'une séance d'essais organisée sur le circuit de Navarra : « Nous avons été convaincus par la McLaren MP4-12C et ce pour plusieurs raisons. Nous avons découvert cette voiture lors de la finale du GT Tour au Castellet et cette prise de contact a été positive. J’ai apprécié le comportement de cette auto moderne, avec un châssis carbone et des qualités techniques indéniables. Elle a par ailleurs été compétitive dans différents championnats. Enfin, McLaren s’est montré motivé lors de chacun de nos échanges. C’est une compagnie dont le sérieux n’est plus à prouver. Le soutien que McLaren apporte à ses teams a également été un facteur important. »,,. La structure de Soultz-sous-Forêts officialise dès le 10 janvier 2013 la nomination d'Álvaro Parente, pilote officiel du constructeur britannique habitué de la MP4-12C et vainqueur des Formula Renault 3.5 Series 2007, au rang d'équipier de Sébastien Loeb. L'équipage de la seconde McLaren, constitué de Mike Parisy et Andreas Zuber, est quant à lui annoncé un mois plus tard. Sébastien Loeb multiplie les séances de tests dans le but de se familiariser avec le pilotage et le comportement de cette nouvelle voiture avant le coup d'envoi de la saison. Il se rend ainsi successivement avec son écurie sur les circuits de Lédenon, Jerez, Magny-Cours puis achève son périple au Paul Ricard dans le cadre du Media Day : « Pour la première fois aujourd'hui, j'ai eu l'impression d'être dans ma voiture. Lors des séances précédentes, je devais encore prendre mes marques. Bien évidemment, je ne la connais pas encore aussi bien que ma Citroën DS3 WRC, mais ça progresse. Je ressens davantage l’auto, dont nous avons amélioré l’équilibre au fil de nos tests. Sur cette session, nous ne pouvons pas tirer d’enseignement au niveau de la performance pure. En revanche, concernant le travail effectué, c’est positif. Nous avons corrigé des petits problèmes de jeunesse et progresser sur les réglages. Nous avions un peu trop de sous-virage à mon goût. Nous avons corrigé cela et l’équilibre me plaisait bien durant ces deux jours. »,,,.

### GT France 2013 – Nogaro
Le coup d'envoi de la saison se déroule dans le cadre des Coupes de Pâques, disputées sur le circuit Paul Armagnac de Nogaro, et met en scène un total de vingt-six équipages prétendants à la victoire,,.
Pour sa première participation à une compétition internatinale, le SLR signe le doublé à l'issue de la première séance d'essais libres, Álvaro Parente se classant second à deux dixièmes de Mike Parisy sur l'autre McLaren de la structure française,. Sébastien Loeb accroche le troisième temps de la deuxième session derrière Carlos Viera et Allam Khodair avant que le chrono de référence établi par l'Audi R8 LMS Ultra de l'équipe Novadriver ne soit invalidé pour non-respect d'un drapeau rouge,.
L'Alsacien achève la première séance qualificative en deuxième position, deux dixièmes derrière la Mercedes SLS AMG GT3 de l'Allemand Maximilian Buhk, avant que Parente ne réalise dans la foulée le troisième temps de la deuxième session sur un écart similaire par rapport à l'Audi R8 de Stéphane Ortelli. En tête du classement combiné intermédiaire, l'équipage de la McLaren numéro 9 accède aisément à la Superpole ne retenant que les dix meilleurs chronos. Le Portugais prend en charge cette ultime séance et enregistre le troisième temps, à douze centièmes de la pole établie par le triple vainqueur de la Porsche Supercup René Rast,. Classé second, Mike Parisy complète la première ligne de la grille avant que la McLaren numéro 10 du SLR ne soit reléguée au neuvième rang par les commissaires dans la soirée du samedi en raison d'un dépassement de la pression maximale autorisée du turbo à six reprises lors de la Superpole : « Dès les premiers essais, nos deux McLaren MP4-12C GT3 ont été dans le coup et nous l’avons confirmé lors des qualifications avec les deux voitures dans le Top 3. La numéro 10 a été pénalisée et nous avons décidé de ne pas faire appel, même si l’équipe n’était pas fautive. »,,.
Chargé du premier relais, Álvaro Parente s'élance en seconde position lors du coup d'envoi de la première course et parvient à conserver son rang derrière l'Audi R8 de René Rast. Un accrochage survenu dans le premier tour et impliquant trois voitures, dont celle de Laurens Vanthoor et Stéphane Ortelli, déclenche la sortie du Safety Car. Aussitôt la neutralisation terminée, le Portugais porte plusieurs attaques sur le pilote de tête mais se heurte à une plus grande aisance de la création de la marque aux anneaux dans les parties lentes ainsi qu'à la configuration du circuit Paul Armagnac limitant les possibilités de dépassement. Rast procède au passage de témoin obligatoire dans les dernières minutes de la fenêtre temporelle prévue à cet effet et cède le volant à son équipier Nikolaus Mayr-Melnhof, suivi par la McLaren numéro 9 un tour plus tard. Manquant d'expérience lors de cette phase clé, le SLR procède à un relais sensiblement plus long que celui de son concurrent, le Belgian Audi Club Team WRT étant déjà rôdé à ce type d'exercice depuis plusieurs saisons. Sébastien Loeb conserve la deuxième place du général à la sortie des stands mais accuse plusieurs secondes de retard sur l'Audi numéro 12. L'Alsacien entame alors une remontée sur le pilote autrichien et parvient progressivement à revenir au contact. Il porte plusieurs attaques et prend finalement le dessus à cinq tours de l'arrivée dans un dépassement par l'intérieur au bout de la ligne droite de l'Aérodrome, précédé d'un enchaînement de trois décalages pour feinter son adversaire. Désormais en tête, le nonuple champion du monde des rallyes creuse rapidement l'écart et remporte la victoire avec Álvaro Parente pour sa première participation à une épreuve GT de niveau international : « C’est presque plus que ce que l’on attendait ! Nous savions qu'Álvaro serait très performant. Il l'a prouvé hier en qualification et pendant tout son relais aujourd'hui. Il fait un très bon début de course et reste au contact de nos adversaires qui ont bien fermé les portes. J'ai un top pilote avec moi, et c’est à moi d’être à la hauteur. Je suis là avant tout pour apprendre. C’est pour cela que j'ai choisi un équipier qui est sans doute l’un des meilleurs pilotes GT actuels. Pour ma première course en FIA GT Series, avec le team qui plus est, faire le dépassement de la victoire, c’était quand même assez sympa ! Il a quand même fallu aller la chercher cette victoire. L'Audi défendait bien sa position et je ne pouvais pas attaquer à l’intérieur. À chaque fois, je devais essayer l’extérieur, ce qui ne facilitait pas les choses. J’ai mis la pression et j’ai réussi à surprendre le pilote. J’avoue qu’il s’agissait d’une belle satisfaction ! »,,,,.
Le coup d'envoi de la deuxième course est donné le lundi 1er avril 2013 sous de fortes averses, rendant les conditions d'adhérence précaires et octroyant l'avantage aux Audi R8 LMS Ultra grâce à leur système de contrôle de traction ASR. Parti en pole position, Sébastien Loeb parvient à tenir son rang lors du départ et contient l'offensive de Nikolaus Mayr-Melnhof. Les deux hommes s'échappent progressivement en tête et creusent un écart significatif sur leurs poursuivants. L'Autrichien maintiendra la pression sur le Français tout au long du premier relais sans parvenir à trouver l'ouverture. Loeb cède le volant à Álvaro Parente à la fin de la fenêtre temporelle, un tour avant que René Rast ne prenne également les commandes. L'expérience de la structure belge WRT permet au pilote allemand de repartir en première position sur le fil. Parente porte alors plusieurs attaques sur l'Audi R8 numéro 12 et percute son adversaire par l'arrière lors de l'une de ses tentatives. Rast est projeté sur le bas-côté sans dégât notable et parvient à rejoindre la piste au second rang. Désormais en tête, le Portugais est soumis quelques tours plus tard à un passage aux stands obligatoire pour une raison étrangère à l'incident. Sébastien Loeb aurait en effet détaché son harnais de sécurité trop tôt lors du passage de relais. Parente rejoint la piste en cinquième position et se fait aussitôt dépasser par l'Audi numéro 11 de Laurens Vanthoor lors de sa prise d'élan. Il franchira la ligne d'arrivée à la sixième place, précédé par un tir groupé de la marque aux anneaux qui réalise le triplé. Le classement final se retrouve bouleversé par de nouvelles sanctions votées après-course. Les vainqueurs René Rast et Nikolaus Mayr-Melnhof écopent d'une pénalité de trente secondes pour ne pas avoir coupé leur moteur suffisamment tôt lors du passage de relais tandis que Sébastien Loeb et Álvaro Parente subissent le même sort pour la touchette du Portugais, les rétrogradant de fait à la douzième place : « Lundi, pour la course de championnat, nous avons un peu souffert sur une piste humide. Sous la pluie, la voiture n’est pas facile avec pas mal de survirage. En fin de relais, l’auto était assez compliquée à piloter. Malgré tout, je suis parvenu à garder la première place. Álvaro a repris la tête après le changement de pilotes. Malheureusement, j’ai commis une petite erreur lors de ce pit-stop : j’ai décroché mes harnais trop tôt. Nous avons donc écopé d’un drive through et Álvaro a passé la ligne au sixième rang. Après la pénalité infligée à une Audi, nous pensions avoir récupéré la cinquième position, mais nous avons reçu une autre pénalité pour le contact d'Álvaro sur cette Audi. C’est dommage. Nous finissons hors du Top 10 alors que nous avions clairement le potentiel pour gagner ou être sur le podium. »,,,,.
| Catégorie | N°      | Équipe                | Voiture             | Voiture             | Équipier       | Équipier       | Équipier       |
| --- | ------- | --------------------- | ------------------- | ------------------- | -------------- | -------------- | -------------- |
| Pro Cup | 9       | Sébastien Loeb Racing | McLaren MP4-12C GT3 | McLaren MP4-12C GT3 | Álvaro Parente | Álvaro Parente | Álvaro Parente |
| Date | Heure   | Phase                 | Temps               | Tours               | Écart          | Clas. Cat.     | Clas.          |
| 29 mar | 15 h 10 | Essais Libres 1       | 1 min 27 s 753      | 26                  | +0 s 180       | 2e             | 2e             |
| 30 mar | 10 h 05 | Essais Libres 2       | 1 min 28 s 647      | 29                  | +0 s 517       | 2e             | 2e             |
| 30 mar | 15 h 15 | Qualifications 1      | 1 min 29 s 359      | 6                   | +0 s 193       | 2e             | 2e             |
| 30 mar | 15 h 37 | Qualifications 2 ‡    | 1 min 26 s 840      | 9                   | +0 s 170       | 3e             | 3e             |
| 30 mar | 16 h 00 | Superpole ‡           | 1 min 26 s 210      | 4                   | +0 s 119       | 2e             | 3e             |
| 31 mar | 14 h 15 | Course Qualificative  | 1 h 00 min 20 s 554 | 39                  | -              | 1er            | 1er            |
| 1er avr | 14 h 15 | Course Principale     | 1 h 01 min 06 s 064 | 35                  | +41 s 035      | 8e             | 12e            |
| |         |                       |                     |                     |                |                |                |
| Légende : ‡ — Cette partie de l'épreuve fut intégralement prise en charge par le coéquipier de Sébastien Loeb. |         |                       |                     |                     |                |                |                |
| Sources, : |         |                       |                     |                     |                |                |                |

### GT Belgium 2013 – Zolder
La deuxième manche de la saison se déroule trois semaines plus tard en Belgique sur le circuit de Zolder et présente une liste d'engagements comptant un total de vingt-deux équipages.
Álvaro Parente réalise le deuxième temps des premiers essais libres du vendredi, environ une demi-seconde derrière le local de l'épreuve Laurens Vanthoor sur Audi R8 LMS Ultra. Sébastien Loeb se classe quant à lui huitième de la deuxième séance, à plus de deux secondes du chrono de référence de René Rast.
Le lendemain matin, l'Alsacien se hisse en quatrième position de la première séance qualificative à moins de trois dixièmes de la meilleure marque du Suédois Edward Sandström, leader du championnat. Parente décroche quelques minutes plus tard le troisième temps de la session suivante, environ six dixièmes derrière la Lamborghini Gallardo du Slovaque Štefan Rosina. Troisième au classement combiné intermédiaire, l'équipage de la McLaren numéro 9 accède à la Superpole au cours de laquelle le Portugais accroche la première ligne en signant le deuxième temps à deux dixièmes de la pole de Rosina,,. Loeb et Parente sont finalement déclassés quelques heures plus tard et relégués en dernière position sur la grille de départ en raison d'un problème de turbo ayant déjà affecté la McLaren de Mike Parisy et Andreas Zuber à Nogaro : « Chronologiquement, les essais ont été plutôt positifs à Zolder. En qualifications, Álvaro et moi avons été dans le coup. À chaque fois, nous étions dans le Top 5 et Álvaro signe le deuxième temps de la Superpole. Malheureusement notre McLaren a été déclassée pour un problème de pression de turbo. Un problème qui n’est pas imputable au team et qui, je dois le dire, détermine la suite du meeting. ».
Parti vingtième lors du coup d'envoi de la première course, le Portugais, chargé du premier relais, dépasse trois concurrents dès le premier virage et entame une remontée significative, reprenant notamment coup sur coup Karun Chandhok, Fabio Onidi, Cacá Bueno et Alex Buncombe. Il est dixième lorsqu'il porte une attaque sur Sérgio Jimenez et percute la BMW E89 Z4 du Brésilien dans la manœuvre. Il poursuit son effort et conserve la neuvième place jusqu'à la transmission du volant à Sébastien Loeb, effectuée dès l'ouverture de la fenêtre temporelle. L'Alsacien s'élance sur la piste et écope aussitôt d'un passage aux stands obligatoire pour la touchette de son équipier. Reparti en quatorzième position du général derrière l'Audi R8 de Carlos Vieira, le champion du monde des rallyes voit son rythme se dégrader continuellement jusqu'à l'abandon définitif dans le trente-troisième tour, à six minutes de l'arrivée. L'analyse effectuée après-course par le SLR mettra en évidence une brisure de l'amortisseur arrière gauche de la McLaren. L'équipage se verra attribuer la dix-septième place du classement final : « En partant en fond de grille, il y avait une seule tactique à adopter : l’attaque ! Álvaro a fait une belle remontée en doublant une dizaine de voitures… jusqu'à un contact avec une BMW. Nous avons écopé d’une pénalité, que j’ai dû observer au début de mon relais. Ce sont des choses qui arrivent et en s’élançant d’une telle position, nous savions qu’il y avait ce risque. Rapidement, j’ai senti que l’auto se comportait un peu bizarrement : j’ai rejoint le stand et les mécanos ont constaté que l’amortisseur était cassé. »,,.
Relégué de nouveau en fond de grille, Loeb prend le départ de la deuxième course disputée le lendemain et gagne quatre positions à l'issue du premier virage. Percuté au milieu du peloton par la Mercedes SLS AMG de Jan Seyffarth, il est aussitôt contraint de rejoindre les stands en raison des dégâts occasionnés par le choc. Les mécaniciens de l'écurie française parviennent à effectuer les réparations de fortune nécessaires et permettent à l'Alsacien de reprendre la compétition. Désormais dix-huitième à un tour des pilotes de tête, il entame une remontée et reprend successivement Raijan Mascarello et Jan Stoviček. Il est quinzième au moment de la passation du volant à Álvaro Parente qui poursuit l'effort initié par son équipier. Le Portugais adopte un rythme offensif et se hisse en treizième position à la fermeture de la fenêtre temporelle. Le retard sur son prédécesseur direct, Fabio Onidi, étant supérieur à trente secondes, la distance restante à parcourir ne sera pas suffisante pour combler l'écart. Parente franchira la ligne d'arrivée à dix secondes de l'Italien : « Je suis parti le couteau entre les dents. J’ai pu me faufiler au départ et gagner plusieurs rangs. Je me suis retrouvé au milieu du peloton et une Mercedes m’a braqué dessus. Je ne pouvais rien faire et je n’ai pas pu éviter le contact. J’ai pu repartir, mais avec un problème sur une roue. Après un arrêt au stand, le rythme était plutôt bon. Álvaro a roulé sur la même cadence et nous avons pu grappiller quelques places, sans parvenir à rentrer dans le Top 10 général. »,,,,,.
| Catégorie | N°      | Équipe                | Voiture             | Voiture             | Équipier        | Équipier       | Équipier       |
| --- | ------- | --------------------- | ------------------- | ------------------- | --------------- | -------------- | -------------- |
| Pro Cup | 9       | Sébastien Loeb Racing | McLaren MP4-12C GT3 | McLaren MP4-12C GT3 | Álvaro Parente  | Álvaro Parente | Álvaro Parente |
| Date | Heure   | Phase                 | Temps               | Tours               | Écart           | Clas. Cat.     | Clas.          |
| 19 avr | 10 h 00 | Essais Libres 1       | 1 min 31 s 240      | 23                  | +0 s 479        | 2e             | 2e             |
| 19 avr | 14 h 30 | Essais Libres 2       | 1 min 32 s 593      | 31                  | +2 s 319        | 6e             | 8e             |
| 20 avr | 9 h 10  | Qualifications 1      | 1 min 30 s 970      | 7                   | +0 s 288        | 4e             | 4e             |
| 20 avr | 9 h 32  | Qualifications 2 ‡    | 1 min 29 s 983      | 9                   | +0 s 629        | 3e             | 3e             |
| 20 avr | 10 h 02 | Superpole ‡           | 1 min 29 s 620      | 3                   | +0 s 222        | 2e             | 2e             |
| 20 avr | 14 h 15 | Course Qualificative  | 53 min 00 s 722     | 33                  | +6 tours        | 10e            | 17e            |
| 21 avr | 14 h 15 | Course Principale     | 1 h 02 min 01 s 864 | 39                  | +1 min 04 s 792 | 9e             | 13e            |
| |         |                       |                     |                     |                 |                |                |
| Légende : ‡ — Cette partie de l'épreuve fut intégralement prise en charge par le coéquipier de Sébastien Loeb. |         |                       |                     |                     |                 |                |                |
| Sources, : |         |                       |                     |                     |                 |                |                |

### GT Netherlands 2013 – Zandvoort
Après dix semaines de trêve estivale, le championnat FIA GT Series reprend son cours dans le cadre du troisième meeting disputé sur le circuit de Zandvoort et rassemblant vingt équipages.
Álvaro Parente se classe dixième de la première séance des essais libres du vendredi à plus d'une seconde de la meilleure marque établie par Laurens Vanthoor. Sébastien Loeb signe quant à lui le huitième temps de la deuxième session organisée l'après-midi même, cinq dixièmes derrière la Mercedes SLS AMG d'Alon Day, et pointe du doigt une trop grande sensibilité de la McLaren aux bosses parsemant la piste du circuit et générant ainsi un comportement sous-vireur : « Le début du meeting n’a pas été spécialement facile. Vendredi, le comportement de la McLaren MP4-12C ne convenait pas trop. Elle était très sensible sur les bosses, avec du sous-virage assez présent. A contrario, j’ai apprécié la découverte de ce circuit vallonné, dont le tracé est vraiment intéressant. Certains enchaînements de courbes rapides sont vraiment très sympas ! ».
Le lendemain matin, l'Alsacien achève la première séance qualificative en huitième position à plus d'une seconde de l'Allemand Maximilian Buhk, ce dernier confirmant la domination des Mercedes SLS AMG sur le tracé hollandais. Parente s'adjuge quelques minutes plus tard le deuxième temps de sa session, moins de quatre dixièmes derrière l'Audi R8 LMS Ultra de René Rast. Leurs performances combinées permettent une nouvelle fois à l'équipage de la McLaren numéro 9 d'accéder à la séance de Superpole. Le Portugais y signe sur le fil la première pole position du SLR avec un écart de cinq centièmes sur le Russe Sergueï Afanassiev : « L’équipe a beaucoup travaillé et pour les qualifs, la voiture me plaisait davantage. En fait, je n’ai fait qu’un ou deux tours lancés, mais j’ai immédiatement eu des bonnes sensations. Le chrono a confirmé cela, avec le septième temps de la Q1. Álvaro a fait une belle Q2 et une excellente Superpole pour décrocher la pole position. Avant la course de qualification, nous avions donc réussi à renverser la vapeur et les voyants étaient au vert. »,.
Chargé du premier relais, Parente ne pourra pas profiter de l'avantage conféré par sa position de départ. Pris en sandwich dans la première courbe par l'Audi R8 de Laurens Vanthoor et la Mercedes d'Andreas Simonsen, il se fait heurter par les deux pilotes et se voit contraint de s'arrêter sur le bas-côté de la piste en raison des dégâts provoqués par les chocs successifs. Ce quatrième incident consécutif en cinq épreuves hypothèque alors significativement les espoirs de titre pour l'équipage franco-portugais : « Dès le départ, Álvaro s’est fait piéger par deux autres concurrents qui l’ont pris en sandwich dans le premier virage. Résultat, quelques dégâts sur la voiture et une crevaison qui l’a contraint à l’abandon. Une grosse déception, et ce d’autant plus que cela nous a gâché le week-end puisque le résultat de la première course détermine l’ordre de la deuxième. Au-delà de la situation comptable, je n’ai fait que deux ou trois tours samedi, ce qui est forcément frustrant. »,,.
Les mécaniciens du SLR parviennent à remettre la McLaren en état pour le départ de la deuxième course, mais l'abandon concédé dans la première épreuve implique une relégation en fond de grille conformément au règlement en vigueur. Chargé du premier relais, Sébastien Loeb passe à la corde quatre concurrents dans la première courbe puis double dans la foulée la Ferrari 458 Italia GT3 du Tchèque Filip Salaquarda. Il est quinzième lorsque l'Audi R8 de César Campaniço est confrontée à un problème de freins et heurte violemment la barrière de sécurité à l'entame du deuxième tour. Loeb se hisse en douzième position dans le chaos provoqué par l'incident avant que le Safety Car ne rentre en piste. La course est finalement stoppée quelques minutes plus tard en raison de la quantité de débris à dégager et de la remise en état nécessaire des rails métalliques bordant le circuit. Un nouveau départ est alors donné, précédé d'un nouveau tour de chauffe. Victime d'un problème mécanique, le Belge Anthony Kumpen est contraint à l'abandon, permettant au champion du monde des rallyes d'occuper la onzième place lors du deuxième coup d'envoi. Il gagne deux rangs supplémentaires en profitant du tête-à-queue de Sergueï Afanassiev et de la pénalité infligée à Cacá Bueno pour dépassement sous drapeau jaune puis effectue son passage de témoin peu après l'ouverture de la fenêtre temporelle. L'expérience engrangée par l'équipe SLR dans les changements de pilote depuis le meeting de Nogaro permet à Álvaro Parente de rejoindre la piste en huitième position. Auteur des meilleurs temps au tour dès sa prise de relais, le Portugais progresse de trois rangs au terme des arrêts aux stands obligatoires et profite de l'abandon de René Rast sur problème mécanique. Désormais cinquième, au contact de l'Allemand Jan Seyffarth mais distancé par le trio de tête à quelques tours de l'arrivée, il porte plusieurs attaques infructueuses pour le gain de la quatrième place. La remontée de la McLaren numéro 9 est finalement stoppée nette dans la dernière boucle sur un problème de transmission, contraignant Parente à se ranger au bord de la piste. Les deux hommes seront classés quatorzièmes du général et quitteront le meeting de Zandvoort sur un score quasi-vierge : « Ce dimanche, je suis parti le couteau entre les dents depuis la dernière ligne de la grille de départ. J’ai réussi à éviter les embûches des premiers tours et, après l’interruption causée par un accident, à remonter petit à petit au classement. Avec plusieurs dépassements et quelques problèmes pour certaines voitures, je suis revenu jusqu'à la huitième place au moment de rentrer aux stands à la mi-course. Álvaro est même ressorti à la cinquième place, ce qui était très bien compte tenu de notre position de départ. Il était derrière une Mercedes et n’a pas pu doubler, mais nous n’avons pas pu récolter les fruits de notre travail. À deux tours de l’arrivée, la transmission a cassé et nous avons dû nous arrêter. »,,,,.
| Catégorie | N°      | Équipe                | Voiture             | Voiture             | Équipier       | Équipier       | Équipier       |
| --- | ------- | --------------------- | ------------------- | ------------------- | -------------- | -------------- | -------------- |
| Pro Cup | 9       | Sébastien Loeb Racing | McLaren MP4-12C GT3 | McLaren MP4-12C GT3 | Álvaro Parente | Álvaro Parente | Álvaro Parente |
| Date | Heure   | Phase                 | Temps               | Tours               | Écart          | Clas. Cat.     | Clas.          |
| 5 juil | 10 h 00 | Essais Libres 1       | 1 min 40 s 849      | 26                  | +1 s 154       | 6e             | 10e            |
| 5 juil | 15 h 40 | Essais Libres 2       | 1 min 40 s 090      | 29                  | +0 s 515       | 5e             | 8e             |
| 6 juil | 9 h 00  | Qualifications 1      | 1 min 39 s 733      | 5                   | +1 s 147       | 5e             | 8e             |
| 6 juil | 9 h 22  | Qualifications 2 ‡    | 1 min 38 s 592      | 7                   | +0 s 356       | 2e             | 2e             |
| 6 juil | 9 h 47  | Superpole ‡           | 1 min 37 s 923      | 3                   | -              | 1er            | 1er            |
| 6 juil | 13 h 45 | Course Qualificative  | Pas de temps        | 0                   | -              | Ab.            | Ab.            |
| 7 juil | 11 h 45 | Course Principale     | 1 h 23 min 15 s 312 | 32                  | +3 tours       | 7e             | 14e            |
| |         |                       |                     |                     |                |                |                |
| Légende : ‡ — Cette partie de l'épreuve fut intégralement prise en charge par le coéquipier de Sébastien Loeb. |         |                       |                     |                     |                |                |                |
| Sources, : |         |                       |                     |                     |                |                |                |

### GT Slovakia 2013 – Slovakia Ring
La quatrième manche du championnat FIA GT Series 2013, disputée six semaines plus tard sur le circuit du Slovakia Ring, marque l'entame de la seconde moitié de la saison. Ce meeting présente un programme particulier en ce que les deux courses sont organisées le même jour à quelques heures d'intervalle tandis que les essais libres et les qualifications sont planifiés sur la seule journée du samedi.
Álvaro Parente se classe huitième des premiers essais, environ huit dixièmes derrière la meilleure marque établie par la Mercedes SLS AMG du Suédois Andreas Simonsen. Pour son retour de vacances, Sébastien Loeb réalise le onzième temps de la deuxième séance à près de deux secondes de l'Audi R8 LMS de Laurens Vanthoor.
Les différents équipages n'ont alors que quelques heures pour valider leurs Set-Up définitifs avant le début des qualifications. L'Alsacien prend en charge la première séance et signe le septième temps, à environ une seconde du chrono de référence de Stéphane Ortelli. Parente confirme sa pointe de vitesse en s'imposant dans la deuxième session avec une marge de six centièmes sur Vanthoor, lui permettant ainsi d'accéder une nouvelle fois à la Superpole. Il y réalise le troisième temps à trois dixièmes de l'Audi R8 de René Rast, auteur de la pole, la première ligne étant complétée par la deuxième McLaren du SLR emmenée par Mike Parisy. Ce tir groupé aux avant-postes devait permettre à l'équipe française d'envisager de bons résultats pour les deux courses du meeting. Mais quelques heures après la fin des qualifications, les commissaires décident d'infliger une nouvelle pénalité à la structure de Soultz-sous-Forêts. Les deux équipages ne se seraient en effet pas élancés à l'horaire exact qui leur était attribué lors de la séance de Superpole et se voient donc rétrograder respectivement en huitième et dixième position.
Le coup d'envoi de la première course est donné le dimanche matin. Chargé du premier relais, Álvaro Parente se livre à un départ peu commun, qualifié d’impressionnant par les commentateurs officiels. Parti de la huitième place, il opte pour l'extérieur dans la ligne droite des stands et dépasse six concurrents pour émerger du premier virage en seconde position, devancé par le poleman René Rast. Le pilote Allemand tend à s'échapper progressivement en tête au fil des tours tandis que Parente doit esquiver plusieurs attaques portées par le local de l'épreuve Štefan Rosina. Le Portugais parvient finalement à hausser son rythme pour construire une marge de sécurité de quelques secondes lorsque la BMW E89 Z4 du pilote indien Armaan Ebrahim doit s'arrêter sur le bas-côté en raison d'une surchauffe moteur. La quantité de fumée provoquée par l'incident est telle que la visibilité est réduite à néant sur une portion du circuit, provoquant ainsi la sortie du Safety Car et la compression des écarts construits par René Rast et Álvaro Parente. Les difficultés rencontrées par les officiels avec le camion plateau spécialement dépêché font perdurer la neutralisation de la course pendant près de vingt minutes, celle-ci n'étant relancée que quelques secondes avant l'ouverture de la fenêtre temporelle encadrant les passages de relais. Le Portugais cède le volant à Sébastien Loeb à la fin du temps imparti, un tour avant que l'Audi numéro 12 de Rast ne prenne également le chemin des stands. L'Alsacien parvient à conserver la deuxième place au moment de rejoindre la piste mais voit l'écart le séparant de la voiture de tête augmenter en raison de la plus grande efficience de la structure belge WRT dans le changement des pneumatiques. Le champion du monde des rallyes hausse alors son rythme, signant coup sur coup les meilleurs temps au tour parmi les pilotes en piste, et établit le contact avec Nikolaus Mayr-Melnhof. C'est finalement dans la seizième boucle que Loeb porte une attaque décisive en réalisant l'intérieur dans le virage situé au bout de la ligne de départ. Désormais en tête, il creuse progressivement l'écart sur son adversaire autrichien et signe avec Parente la deuxième victoire de la saison pour la McLaren numéro 9 : « Álvaro a pris un départ incroyable dans la première course et cela lui a permis de me rendre la voiture en deuxième position. J’ai pu rapidement attaquer l'Audi et prendre la tête. C’est bien de gagner à nouveau, d’autant que nous avons manqué de réussite depuis le début de saison. »,.
La seconde course du meeting a lieu trois heures plus tard et voit Sébastien Loeb occuper la pole position. Lors du départ lancé, Stéphane Ortelli, deuxième sur la grille à bord de l'Audi numéro 11, vole la première place à l'Alsacien plusieurs secondes avant que les projecteurs commandant le coup d'envoi ne soient éteints. La manœuvre créé alors la confusion parmi les autres pilotes qui s'élancent tour à tour avant que la procédure de départ ne soit achevée. Sans élan, Loeb se fait consécutivement heurter par la Mercedes SLS AMG d'Andreas Simonsen et la Lamborghini Gallardo de Peter Kox, détruisant le train avant de la McLaren numéro 9 et provoquant un incendie important au niveau du bloc moteur. Contraint de s'arrêter sur le bas-côté de la piste, l'équipage franco-portugais doit une nouvelle fois abandonner à l'issue d'un accrochage. Ortelli sera quant à lui sanctionné d'un passage aux stands obligatoire pour son rôle dans l'incident : « C’est à la voiture en pole d’imprimer le rythme ; or l’Audi était devant moi avant la ligne et avant les feux. Cela change tout et je me retrouve au milieu du peloton, bloqué sur ma gauche et ma droite. Le Slovakia Ring est une piste difficile, avec peu de repères, mais c’est un circuit varié et très intéressant. C’était une bonne expérience de courir ici. »,,,.
| Catégorie | N°      | Équipe                | Voiture             | Voiture             | Équipier       | Équipier       | Équipier       |
| --- | ------- | --------------------- | ------------------- | ------------------- | -------------- | -------------- | -------------- |
| Pro Cup | 9       | Sébastien Loeb Racing | McLaren MP4-12C GT3 | McLaren MP4-12C GT3 | Álvaro Parente | Álvaro Parente | Álvaro Parente |
| Date | Heure   | Phase                 | Temps               | Tours               | Écart          | Clas. Cat.     | Clas.          |
| 17 août | 9 h 45  | Essais Libres 1       | 2 min 04 s 538      | 25                  | +0 s 822       | 6e             | 8e             |
| 17 août | 12 h 05 | Essais Libres 2       | 2 min 04 s 417      | 28                  | +1 s 960       | 8e             | 11e            |
| 17 août | 16 h 15 | Qualifications 1      | 2 min 03 s 820      | 5                   | +1 s 093       | 4e             | 7e             |
| 17 août | 16 h 37 | Qualifications 2 ‡    | 2 min 02 s 517      | 6                   | -              | 1er            | 1er            |
| 17 août | 17 h 00 | Superpole ‡           | 2 min 02 s 019      | 4                   | +0 s 302       | 3e             | 3e             |
| 18 aoû | 10 h 15 | Course Qualificative  | 1 h 01 min 58 s 216 | 27                  | -              | 1er            | 1er            |
| 18 aoû | 14 h 15 | Course Principale     | Pas de temps        | 0                   | -              | Ab.            | Ab.            |
| |         |                       |                     |                     |                |                |                |
| Légende : ‡ — Cette partie de l'épreuve fut intégralement prise en charge par le coéquipier de Sébastien Loeb. |         |                       |                     |                     |                |                |                |
| Sources, : |         |                       |                     |                     |                |                |                |

### GT Spain 2013 – Navarra
C'est le dernier week-end de septembre, une semaine avant le jubilé de Sébastien Loeb en WRC, que se déroule la pénultième manche des FIA GT Series 2013. Organisé sur le circuit de Navarra, le meeting espagnol présente à son tour un programme regroupant les deux courses le même jour. Peu avant les engagements, Sébastien Loeb dresse un premier bilan de sa saison frustrante au cours de laquelle les coups du sort affectèrent la réussite de son équipe en dépit du niveau de performance affiché : « J’ai un peu en travers de la gorge le dernier meeting au Slovakia Ring où le départ anticipé d’un autre concurrent a mis fin à ma course dès le premier virage. Nous n’avons pas la réussite avec nous, il y a toujours des circonstances de course en notre défaveur, et cela m’agace. En performance pure, nous sommes là ; le team fait un travail de qualité, y compris lors des arrêts au stand ; la voiture se comporte bien ; mon coéquipier Álvaro Parente est super rapide… Bref, nous avons tous les éléments pour bien faire et c’est frustrant de ne pas concrétiser. À Navarra, sur un circuit que je connais déjà, et où nous avions roulé cet hiver, je veux faire deux belles courses et me battre pour la victoire à chaque fois ! »,.
Álvaro Parente signe le quatrième temps des premiers essais libres pour un écart inférieur de trois dixièmes à la meilleure marque établie par la BMW E89 Z4 de Yelmer Buurman, puis se classe second de la session suivante à huit centièmes de l'Audi R8 LMS Ultra de Stéphane Ortelli,.
Les qualifications ont lieu quelques heures plus tard sur une piste détrempée. Loeb décroche le cinquième temps de la première séance à environ quatre dixièmes du chrono de référence d'Ortelli, les Audi R8 confirmant leur niveau de performance élevé dans des conditions humides en monopolisant trois des quatre premières places. Parente signe quant à lui le troisième temps de la deuxième session, une demi-seconde derrière l'Allemand Marc Basseng. Le classement combiné intermédiaire permet une nouvelle fois à l'équipage de la McLaren numéro 9 d'accéder à la Superpole au cours de laquelle le Portugais établit le quatrième temps à quinze centièmes de Štefan Rosina,,.
Le coup d'envoi de la première course est donné le dimanche matin sur une piste toujours humide mais en cours d'assèchement. La grande majorité des équipages jouant le championnat opte alors pour la prudence en montant des pneus pluie. Chargé du premier relais, Álvaro Parente réédite sa performance du Slovakia Ring en réalisant un départ remarquable. Prenant l'extérieur dans le premier virage, il se hisse en tête au terme de sa manœuvre avant de creuser progressivement l'écart sur son poursuivant direct Edward Sandström. Le Suédois se retrouve quant à lui directement menacé par son coéquipier Laurens Vanthoor qui porte plusieurs attaques avant de prendre le dessus peu avant la fermeture de la fenêtre temporelle encadrant les changements de pilotes. Les passes d'armes successives entre les deux Audi ont fait perdre du temps aux deux concurrents, permettant à Parente de porter sa marge à plus de onze secondes avant de s'effacer dans les stands. Les trois voitures de tête effectuent leur relais dans le dernier tour autorisé et le choix des gommes se révèle cornélien compte tenu de l'assèchement progressif de la piste. Toujours sur pneus pluie, Sébastien Loeb s'élance et conserve la première place mais doit abandonner une demi-douzaine de secondes face à ses poursuivants en raison des ravitaillements plus prompts de l'écurie WRT. Les mécaniciens de l'Audi numéro 13 se révèlent être les plus efficaces et permettent à l'Allemand Frank Stippler de repartir en deuxième position devant Stéphane Ortelli. Le Monégasque commet alors l'erreur d'opter pour des pneus slicks et sombre progressivement dans le classement en raison de l'humidité persistante. Loeb hausse son rythme et accroît son avance à plus de dix secondes avant de relâcher son effort pour préserver ses gommes. Il franchit la ligne d'arrivée et signe sa troisième victoire de la saison avec Parente au terme d'une course sans incident pour la McLaren numéro 9, une première depuis la manche d'ouverture tenue à Nogaro : « La première course est un exemple parfait de la lucidité et de l’intelligence de course du team. Avec une météo compliquée, il fallait mettre les pneus pluie à chaque fois. La décision de les remettre pour le deuxième relais était la bonne et pourtant elle n’était pas facile à prendre. Cela a joué un rôle déterminant dans notre quête de la victoire. Après le super départ d’Álvaro, je devais contrôler et j’y suis parvenu. »,,.
Chargé du premier relais, l'Alsacien occupe la pole position de la deuxième épreuve, disputée quelques heures plus tard. Il conserve l'avantage au moment du départ lancé quand Frank Stippler, avec qui il partage la première ligne, manque son élan et rétrograde en cinquième position dès le premier virage. La deuxième McLaren du SLR, pilotée par Andreas Zuber, dépasse quatre concurrents et se hisse en seconde position derrière son chef de file. Leader du championnat, Stéphane Ortelli part en tête-à-queue au milieu du peloton et se retrouve relégué à la dernière place. Les deux McLaren de tête signent coup sur coup les meilleurs temps en course et confortent leur rang aux avant-postes. Esquivant les attaques portées par son coéquipier, Loeb maintient sa prédominance et affiche une avance supérieure à huit secondes au moment de l'ouverture de la fenêtre temporelle commandant les changements de pilotes. Victime d'une crevaison, Zuber rentre aussitôt dans les stands et limite le déficit en effectuant son passage de témoin en même temps que le remplacement du pneu défectueux tandis que le champion du monde des rallyes cède le volant à Álvaro Parente dans le même tour. Le Portugais rejoint la piste avant son coéquipier et récupère la première position dès lors que les autres concurrents eurent procédés à leur arrêt obligatoire. Les deux voitures de l'écurie française réduisent alors la prise de risques et assurent leurs trajectoires compte tenu de l'écart creusé sur l'Audi numéro 13 d'Edward Sandström, premier poursuivant direct. C'est finalement avec plus de vingt secondes d'avance et sans accrocs que Parente franchit la ligne d'arrivée pour décrocher avec Sébastien Loeb leur quatrième victoire de la saison, la deuxième sur le même meeting. Mike Parisy et Andreas Zuber offrent quant à eux le premier doublé du SLR en terminant seconds : « Le plus difficile, en tout cas avant le départ, c’était de gagner la deuxième course. Nous n’y étions pas parvenus cette saison. J’avais à cœur, comme toute l’équipe, d’y arriver. Et nous avons enfin réussi à gagner cette course de championnat après avoir maîtrisé de bout en bout. La voiture sœur nous a même rejoints pour signer un doublé ! »,,,,.
| Catégorie | N°      | Équipe                | Voiture             | Voiture             | Équipier       | Équipier       | Équipier       |
| --- | ------- | --------------------- | ------------------- | ------------------- | -------------- | -------------- | -------------- |
| Pro Cup | 9       | Sébastien Loeb Racing | McLaren MP4-12C GT3 | McLaren MP4-12C GT3 | Álvaro Parente | Álvaro Parente | Álvaro Parente |
| Date | Heure   | Phase                 | Temps               | Tours               | Écart          | Clas. Cat.     | Clas.          |
| 28 sept | 10 h 00 | Essais Libres 1       | 1 min 39 s 248      | 34                  | +0 s 275       | 3e             | 4e             |
| 28 sept | 12 h 35 | Essais Libres 2       | 1 min 39 s 315      | 31                  | +0 s 083       | 2e             | 2e             |
| 28 sept | 17 h 00 | Qualifications 1      | 1 min 50 s 403      | 9                   | +0 s 391       | 3e             | 5e             |
| 28 sept | 17 h 22 | Qualifications 2 ‡    | 1 min 49 s 692      | 9                   | +0 s 579       | 3e             | 3e             |
| 28 sept | 17 h 53 | Superpole ‡           | 1 min 49 s 746      | 4                   | +0 s 151       | 4e             | 4e             |
| 29 sept | 10 h 15 | Course Qualificative  | 1 h 01 min 40 s 027 | 33                  | -              | 1er            | 1er            |
| 29 sept | 14 h 15 | Course Principale     | 1 h 01 min 29 s 083 | 36                  | -              | 1er            | 1er            |
| |         |                       |                     |                     |                |                |                |
| Légende : ‡ — Cette partie de l'épreuve fut intégralement prise en charge par le coéquipier de Sébastien Loeb. |         |                       |                     |                     |                |                |                |
| Sources, : |         |                       |                     |                     |                |                |                |

### GT Azerbaijan 2013 – Baku
Dans un premier temps sujette à caution puis plusieurs fois décalée dans le temps, la dernière manche de la saison 2013 des FIA GT Series est finalement organisée à la fin du mois de novembre sur un circuit urbain tracé au cœur de la ville de Bakou dans le cadre de la première édition du Baku World Challenge. Ce nouvel événement entend fédérer au-delà du championnat Sprint régulier et toucher plus largement les compétiteurs GT internationaux. Plusieurs invitations sont ainsi envoyées par les promoteurs à destination  d'équipes ayant pris part à d'autres épreuves au cours de l'année, notamment les Blancpain Endurance Series, permettant de constituer une liste d'engagements record de vingt-huit participants,.
Sébastien Loeb réalise le dixième temps de la première séance des essais libres, à un peu plus d'une seconde de la meilleure marque établie par Andreas Simonsen sur Mercedes SLS AMG,. Il améliore son classement dans la deuxième session en accrochant la septième place, réduisant de trois dixièmes l'écart consenti sur le pilote de référence, le triple vainqueur de la Porsche Supercup René Rast sur Audi R8 LMS Ultra,.
Les qualifications se déroulent quelques heures plus tard. Álvaro Parente se classe neuvième au terme de la première séance, à plus de deux secondes de l'Audi R8 du Phoenix Racing pilotée par Markus Winkelhock. Les voitures de la marque aux anneaux confirment leur efficacité sur le circuit urbain de Bakou en réalisant un doublé lors de la deuxième session, organisée de nuit et dominée par René Rast. Loeb y établit le sixième temps à quinze centièmes de l'Allemand. Pour la première fois de la saison, la grille de départ est déterminée par le meilleur chrono de chaque équipage aux termes des deux manches qualificatives, en lieu et place de la traditionnelle Superpole. La performance de l'Alsacien conjuguée au déclassement de l'Audi numéro 5 pour aileron non conforme permet à la McLaren numéro 9 du SLR de s'élancer en sixième position au coup d'envoi de la première course : « Après la victoire à Navarra, nous avions à cœur de finir l’année sur une bonne note. Ça n’a pas été le meeting le plus simple. La voiture se comportait plutôt bien en essais, mais lors des qualifications je me suis fait bloquer par un autre concurrent. Au final, avec Álvaro nous signons le septième chrono. Compte tenu des datas, je pense que nous aurions pu obtenir une deuxième ligne. »,,.
Celle-ci est décalée de plus d'une heure le dimanche matin en raison des conditions détrempées jugées dangereuses par les organisateurs,. Le départ est finalement donné sous Safety Car pendant les trois premiers tours, amputant la durée totale de l'épreuve de plus de huit minutes. Álvaro Parente, chargé du premier relais, hérite de la cinquième place de manière inopinée durant la neutralisation. Partie troisième sur la grille, l'autre McLaren de l'équipe française, pilotée par Mike Parisy, dut en effet rentrer précipitamment aux stands dès la fin de la première boucle en raison de problèmes moteur. La reprise de la course s'effectue sans accrocs et sans dépassements, le peloton étant déjà significativement étiré. Les deux Audi R8 de l'équipe WRT parties en première ligne s'échappent progressivement en tête. Parente éprouve quant à lui des difficultés à suivre le rythme des pilotes le précédant et doit esquiver plusieurs attaques portées par Kévin Estre au volant d'une autre McLaren MP4-12C engagée par Hexis Racing. Nouvellement sacré dans le championnat allemand de Porsche Carrera Cup, le Français parvient finalement à trouver l'ouverture dans une longue courbe à gauche après vingt minutes de course. Désormais sixième, le Portugais tiendra son rang jusqu'au passage de relais, effectué dès l'ouverture de la fenêtre temporelle. Sébastien Loeb sort des stands en treizième position au moment où la Lamborghini Gallardo LP560-4 de l'Autrichien Hari Proczyk percute violemment un mur en béton bordant la piste. Le pilote se retrouve coincé dans sa voiture, déclenchant une nouvelle sortie du Safety Car pour une dizaine de minutes suivi d'un mouvement de panique parmi les équipages n'ayant pas encore effectué leur passage de témoin. La reprise de la course est tumultueuse et l'Alsacien, alors septième, heurte frontalement la BMW E89 Z4 du Belge Maxime Martin avant d'être percuté au même endroit lors du tour suivant par Stoffel Vandoorne. Le choc endommage une partie du diffuseur arrière de la McLaren, réduisant l'efficacité aérodynamique de la voiture. Loeb perd ainsi progressivement le contact avec la tête et doit lutter pour défendre son rang face à ses poursuivants. Le crash de l'Audi R8 LMS du Portugais César Campaniço au milieu d'une chicane étroite provoque l'obstruction totale de la piste et la suspension de la course par drapeau rouge à quinze minutes de son terme. Rassemblés sur la grille, les concurrents attendent un nouveau départ tandis que les équipes sont autorisées à remettre en état les voitures. Les ingénieurs du SLR constatent ainsi les dégâts présents sur la McLaren de Loeb et procèdent à une réparation de fortune sur le diffuseur arrière ainsi qu'au changement des pneumatiques. La course est relancée sous Safety Car puis réinitialisée un tour plus tard. L'Alsacien s'empare de la sixième place en prenant le dessus sur la Mercedes SLS AMG de Sergueï Afanassiev et tiendra ensuite son rang jusqu'au drapeau à damiers. Une heure après l'arrivée, l'équipage franco-portugais est finalement déclassé en quatorzième position du général et d'autant pour la grille de départ de la deuxième course au motif que les mécaniciens du Sébastien Loeb Racing n'auraient pas été suffisamment prompts lors du changement de pneus effectué après le drapeau rouge : « Nous avons essayé de remonter durant la première course. Mais, alors qu’Álvaro avait déjà une voiture un peu endommagée au niveau du splitter avant quand il m’a rendu l’auto, je me suis fait pousser à l’arrière au cours de mon relais. L’auto est devenue compliquée à piloter, surtout dans les portions rapides. Je pouvais contenir les attaques de mes poursuivants pour conserver la sixième position, mais c’était impossible d’aller chercher les pilotes devant moi. Sixième à l’arrivée, nous avons écopé d’une pénalité à la suite d'une erreur commise sur la grille. Il faudra s’en souvenir pour ne pas reproduire ce genre de choses à l’avenir. »,,.
Le coup d'envoi de la deuxième course est donné quelques heures plus tard. Le départ lancé est le théâtre d'un encombrement important de la piste et de nombreux accrochages surviennent dans le premier virage. Sébastien Loeb, chargé du premier relais et parti quatorzième, parvient à éviter les collisions et affiche un gain de huit places au terme du premier tour. Alors sixième, le Français perd progressivement le contact avec la Porsche 997 GT3 R de Nick Tandy qui le précède directement. La deuxième McLaren du SLR, alors aux mains d'Andreas Zuber, est percutée latéralement deux tours plus tard dans une chicane par l'Audi R8 LMS de Nikolaus Mayr-Melnhof. Les débris issus de la collision encombrent une partie significative de la piste et déclenchent la sortie du Safety Car. L'accident ayant également eu pour conséquence l'arrachement d'une partie des vibreurs, des têtes de vis apparentes fixées dans le goudron se retrouvent alors directement sur la trajectoire des pilotes. Près de vingt minutes seront nécessaires pour que les techniciens du circuit remettent la piste en état. La relance de la course provoque une cacophonie au sein d'une partie significative du peloton. La durée effective de vingt-cinq minutes depuis le départ étant tout juste passée au moment de l'effacement de la voiture de sécurité, plusieurs concurrents se précipitent aux stands pour le passage de relais, supposant la fenêtre temporelle ouverte conformément au timing prévu par le règlement. Mais celle-ci ne sera officiellement activée que deux tours plus tard, obligeant ces mêmes pilotes à effectuer un deuxième arrêt. Sébastien Loeb ne commet pas cette erreur et se hisse par voie de conséquence en cinquième position. Il gagne une place supplémentaire en dépassant Nick Tandy, le Britannique ayant endommagé le radiateur de sa Porsche lors d'un contact sur l'Audi R8 LMS de Markus Winkelhock, puis effectue son passage de témoin dans la foulée. Troisième du général à la fermeture de la fenêtre temporelle, Álvaro Parente perd subitement le contact avec le duo de tête en manquant son point de freinage dans un virage serré à gauche l'ayant contraint à tirer tout droit dans une échappatoire. Abandonnant une dizaine de secondes dans la manœuvre, il parvient à garder sa position en rejoignant la piste. Installé aux commandes de la course, Alon Day est subitement victime d'une baisse de régime moteur sur sa Mercedes SLS AMG et cède la tête du classement à Laurens Vanthoor. Le pilote israélien se retrouve alors sous la menace directe de Parente et de Kévin Estre, auteur d'une remontée significative compte tenu de l'accrochage dont fut victime son équipier lors du départ. Après plusieurs tentatives, le Portugais prend le dessus sur la Mercedes à deux tours de l'arrivée en réalisant l'intérieur dans une longue courbe à gauche. Estre profite alors de l'occasion pour se frayer un passage, mais il percute Day dans la manœuvre puis Parente par réaction en chaîne. La McLaren numéro 9 se retrouve projetée à l'extérieur du virage et rétrograde en quatrième position avec des dégâts importants sur l'aile arrière gauche. L'équipier de Loeb parviendra à conserver son rang jusqu'au drapeau à damiers. En réaction à cet incident, les commissaires décident d'infliger quelques heures plus tard une pénalité de dix secondes à Kévin Estre et Alon Day pour sanctionner leur contact par l'arrière sur Álvaro Parente, réhabilitant l'équipage franco-portugais en seconde position du classement final : « Partir quatorzième, sur un circuit en ville, ce n’était pas vraiment un cadeau. Malgré tout, j’ai réussi à me faufiler durant les premiers tours et j’ai pu revenir assez vite à la sixième place. Je dois être quatrième lorsque je cède le volant à Álvaro. Les mécanos ont fait un super travail dans les stands, remportant d’ailleurs le Pit Stop Challenge. Álvaro a commis une petite faute en pneus froids, effectuant un tout droit. Heureusement, plus de peur que de mal avec quelques secondes de perdues mais pas de casse. Il a ensuite fait une belle remontée pour s’emparer du deuxième rang… avant un contact qui allait le faire rétrograder à la quatrième position. Après décision des commissaires, nous avons retrouvé la deuxième marche du podium. Terminer par un podium, c’est positif même si la saveur n’est pas la même lorsque cela arrive après la course. On méritait cette deuxième place et on l’avait dans nos mains avant ce contact. Ce résultat nous permet de confirmer la position de vice-champion du team au championnat. Nous avons été régulièrement performants, les deux équipages et la McLaren, même si nous avons eu parfois du mal à concrétiser, et au niveau de l’exploitation je pense que nous avons répondu présent. Le team a montré de belles qualités. L’équipe était dans sa première année internationale en GT, il nous fallait découvrir beaucoup de choses, dont la voiture. Nous avons beaucoup appris, y compris sur nous, et cela nous sera utile pour la suite. Nous devons maintenant tirer les enseignements de cette saison 2013 pour revenir plus forts en 2014. »,,,,.
| Catégorie | N°      | Équipe                | Voiture             | Voiture             | Équipier       | Équipier       | Équipier       |
| --- | ------- | --------------------- | ------------------- | ------------------- | -------------- | -------------- | -------------- |
| Pro Cup | 9       | Sébastien Loeb Racing | McLaren MP4-12C GT3 | McLaren MP4-12C GT3 | Álvaro Parente | Álvaro Parente | Álvaro Parente |
| Date | Heure   | Phase                 | Temps               | Tours               | Écart          | Clas. Cat.     | Clas.          |
| 23 nov | 12 h 40 | Essais Libres 1       | 1 min 49 s 032      | 22                  | +1 s 346       | 8e             | 10e            |
| 23 nov | 15 h 04 | Essais Libres 2       | 1 min 44 s 326      | 28                  | +1 s 098       | 7e             | 7e             |
| 23 nov | 16 h 40 | Qualifications 1 ‡    | 1 min 45 s 662      | 6                   | +2 s 600       | 9e             | 9e             |
| 23 nov | 17 h 02 | Qualifications 2      | 1 min 44 s 123      | 9                   | +1 s 572       | 6e             | 6e             |
| 24 nov | 10 h 45 | Course Qualificative  | 1 h 15 min 02 s 947 | 32                  | +36 s 859      | 12e            | 14e            |
| 24 nov | 15 h 00 | Course Principale     | 1 h 00 min 44 s 765 | 30                  | +5 s 755       | 2e             | 2e             |
| |         |                       |                     |                     |                |                |                |
| Légende : ‡ — Cette partie de l'épreuve fut intégralement prise en charge par le coéquipier de Sébastien Loeb. |         |                       |                     |                     |                |                |                |
| Sources, : |         |                       |                     |                     |                |                |                |

### Bilan de la saison
Sébastien Loeb achève sa première saison internationale complète disputée sur circuit à la quatrième place du classement général Pilotes aux côtés de son équipier Álvaro Parente. Bien que les deux hommes aient démontré tout au long de l'année un niveau de performance équivalent à celui des meilleurs tandems, enregistrant notamment le plus grand nombre de victoires avec quatre succès ainsi que le seul doublé sur un même meeting, la course au titre leur est rapidement apparue mathématiquement hors de portée. Les huit manches qu'ils n'ont pu remporter se sont en effet toutes soldées par un problème mécanique, un accrochage, ou une pénalité les reléguant fréquemment au-delà de la dixième place. Dans un championnat dont le calendrier fut réduit à seulement six événements distincts, la moindre contre-performance tend à engendrer des répercussions significatives au général. Pour son premier programme complet en dehors du sol français, le Sébastien Loeb Racing se hisse quant à lui à la deuxième place du classement par équipes, derrière l'écurie semi-usine WRT associée à la branche belge d'Audi Sport.
| #     | Meeting       | Dép. | Vic. | Pod. | Ab. | Pts. | Essais Libres | Essais Libres | Qualifications | Qualifications | Qualifications | Course 1 | Course 1 | Course 1   | Course 1 | Course 2 | Course 2 | Course 2   | Course 2 |
| #     | Meeting       | Dép. | Vic. | Pod. | Ab. | Pts. | FP1           | FP2           | Q1             | Q2             | Superpole      | Grille   | M. Tour  | Clas. Cat. | Clas.    | Grille   | M. Tour  | Clas. Cat. | Clas.    |
| ----- | ------------- | ---- | ---- | ---- | --- | ---- | ------------- | ------------- | -------------- | -------------- | -------------- | -------- | -------- | ---------- | -------- | -------- | -------- | ---------- | -------- |
| 1     | Nogaro        | 2    | 1    | 1    | 0   | 13   | 2e            | 2e            | 2e             | 3e             | 3e             | 2e       | 1er      | 1er        | 1er      | 1er      | 6e       | 8e         | 12e      |
| 2     | Zolder        | 2    | 0    | 0    | 0   | 2    | 2e            | 8e            | 4e             | 3e             | 2e             | 20e      | 6e       | 10e        | 17e      | 17e      | 3e       | 9e         | 13e      |
| 3     | Zandvoort     | 2    | 0    | 0    | 1   | 7    | 10e           | 8e            | 8e             | 2e             | 1er            | 1er      | N/A      | Ab.        | Ab.      | 19e      | 5e       | 7e         | 14e      |
| 4     | Slovakia Ring | 2    | 1    | 1    | 1   | 8    | 8e            | 11e           | 7e             | 1er            | 3e             | 8e       | 5e       | 1er        | 1er      | 1er      | N/A      | Ab.        | Ab.      |
| 5     | Navarra       | 2    | 2    | 2    | 0   | 33   | 4e            | 2e            | 5e             | 3e             | 4e             | 4e       | 1er      | 1er        | 1er      | 1er      | 2e       | 1er        | 1er      |
| 6     | Baku          | 2    | 0    | 1    | 0   | 19   | 10e           | 7e            | 9e             | 6e             | N/A            | 6e       | 13e      | 12e        | 14e      | 14e      | 4e       | 2e         | 2e       |
| Total |               | 12   | 4    | 5    | 2   | 82   |               |               |                |                |                |          |          |            |          |          |          |            |          |

## Porsche Mobil 1 Supercup

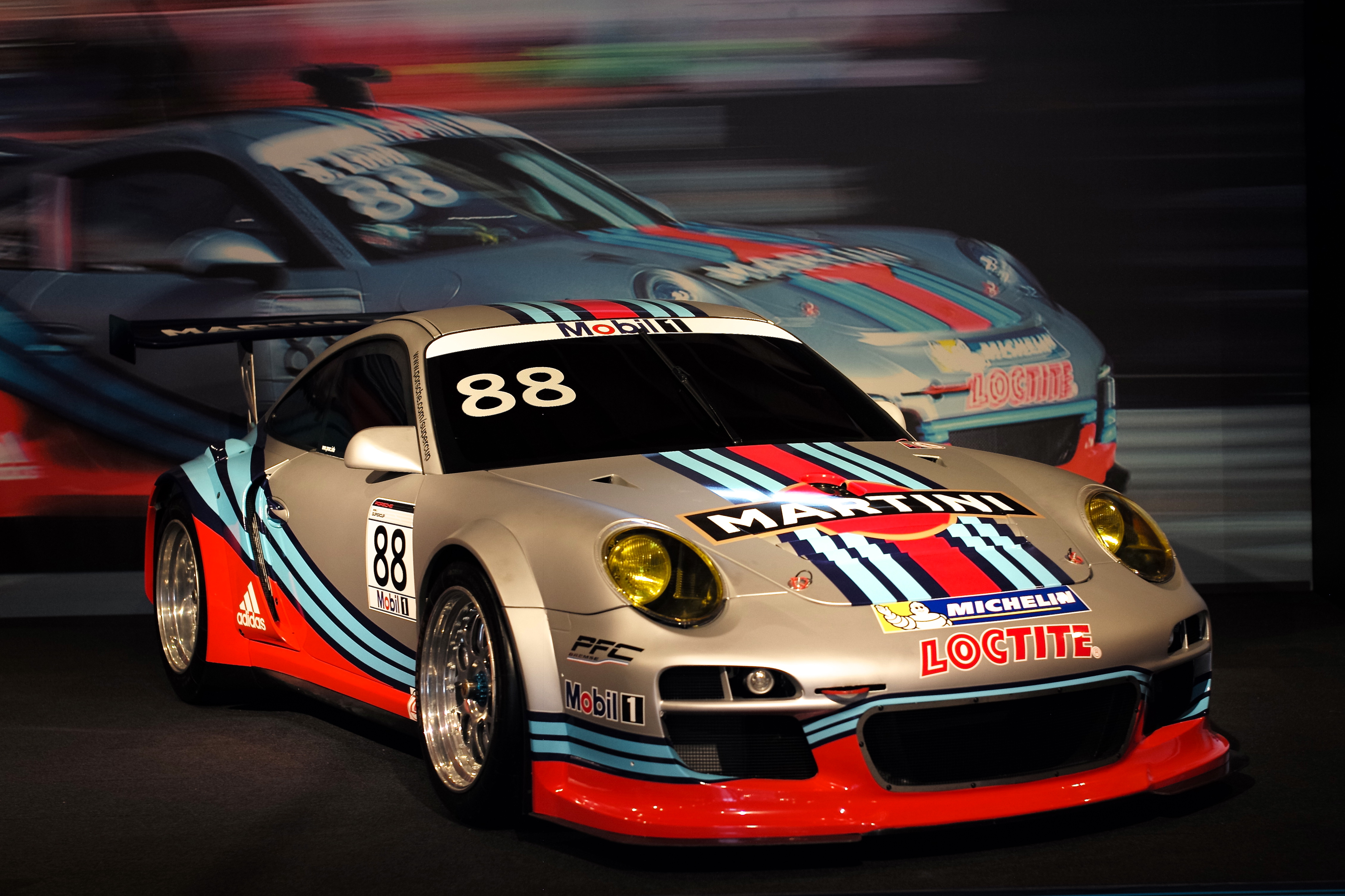
La Porsche 991 GT3 Cup aux couleurs de Martini pilotée par Sébastien Loeb lors de ses deux piges en Porsche Supercup.

Le 22 avril 2013, Sébastien Loeb annonce sa participation aux deux premières manches de la saison de Porsche Supercup, série internationale traditionnellement disputée en lever de rideau des Grand Prix de Formule 1 et réputée être le championnat mono-marque le plus relevé au monde. Cette série de piges s'inscrit dans une démarche globale de multiplication des expériences sur circuit dans le but de préparer au mieux son débarquement en WTCC à compter de l'année suivante : « Courir dans ce championnat est un sacré défi. Un défi qui relève presque de l’impossible. J’ai toujours apprécié mes expériences en Porsche Carrera Cup France. C’est de la vraie course ! Tout le monde a la même monture et il faut se battre pour jouer devant. Ce sont toujours des épreuves très disputées, avec des belles bagarres. La Porsche Supercup est encore un niveau au-dessus : je vais me frotter à des spécialistes avec qui il sera difficile de rivaliser. Je connais un peu Barcelone, mais je n’ai jamais roulé à Monaco. C’est aussi cette découverte qui me séduit. ». L'Alsacien se voit confier l'une des Porsche 991 GT3 Cup dévoilée en décembre 2012 et destinée à remplacer le modèle 997 utilisé depuis 2006. Répondant à une invitation du constructeur allemand, statut empêchant le pilote concerné de marquer des points, la voiture numéro 88 réservée aux VIP lui est affectée pour l'ensemble de ses engagements,,,,. Le 6 mai 2013, il effectue une séance d'essais sur le circuit de Monza pour appréhender le comportement de sa nouvelle monture.

### Barcelona 2013
La première manche du championnat se déroule sur le circuit de Catalogne dans le cadre du Grand Prix d'Espagne, une semaine après sa victoire au rallye d'Argentine. N'ayant pu participer aux essais officiels organisés sur le tracé un mois plus tôt, Loeb débarque en terrain inconnu sans avoir pu régler sa voiture au préalable.
Il réalise le seizième temps des essais libres du vendredi, à plus d'une seconde de la meilleure marque du Norvégien Nicki Thiim, et affirme trouver sa Porsche trop sous-vireuse : « Les essais libres n’ont pas été faciles. D'une part, la voiture était relativement sous-vireuse par rapport aux essais effectués précédemment à Monza. D'autre part, il y a peu de roulage pour prendre ses repères : une quinzaine de tours tout au plus. Enfin, les autres concurrents ont eu l’occasion de se tester ici même à Barcelone lors des essais officiels. Ils ont donc une petite longueur d’avance. »,. Améliorant ses chronos ainsi que l'écart consenti sur les hommes de tête, il se classe treizième des qualifications disputées le lendemain sans avoir pu chausser son deuxième train de pneus neufs en raison d'un problème mécanique : « Nous avons modifié les réglages pour les qualifications et l'auto me plaisait davantage. Sur mon premier run, je fais mon meilleur chrono lors de ma deuxième tentative. Ensuite, je réalise de meilleurs tours, mais le pic de performance du pneu était passé. Je comptais sur mon deuxième run, malheureusement j’ai connu un petit problème mécanique qui m'a empêché de rouler à nouveau. Je n’ai donc pas pu passer mon deuxième train de pneus neufs et cela joue forcément sur mon classement. »,.
Parti en milieu de peloton le dimanche 12 mai 2013, il prend le dessus sur Sebastiaan Bleekemolen lors du coup d'envoi pour se hisser en onzième position, profitant de l'abandon avant-course de Kévin Estre sur casse de courroie d'alternateur. Évoluant dans les roues de Ben Barker, il porte plusieurs attaques sur le Britannique sans parvenir à trouver l'ouverture au terme des quatorze tours conduisant à la ligne d'arrivée : « Treizième sur la grille, j’ai pris un départ correct, disons sage. J’aurais pu être plus offensif, mais je ne voulais surtout pas m’accrocher et voir la course s’arrêter prématurément. J’ai tout de même gagné une position. Par la suite, j’ai réussi à adopter un rythme plutôt bon et je me suis retrouvé en duel avec Ben Barker pour le dixième rang. La bagarre était plutôt sympa, mais les écarts sont tellement serrés qu’il est difficile de trouver l’ouverture. J’y suis parvenu une fois, sur un freinage, malheureusement mon adversaire a recroisé. Les opportunités n’ont pas été nombreuses et je dois me contenter de la onzième place, juste devant Jean-Karl Vernay, un ancien pilote du Sébastien Loeb Racing. Bien évidemment, j’aurais préféré être plus haut dans le classement, mais c’était ma première en Supercup et le niveau est quand même sacrément relevé. »,.
| N°         | Équipe     | Équipe         | Voiture             | Voiture             | Voiture             | Voiture             |
| ---------- | ---------- | -------------- | ------------------- | ------------------- | ------------------- | ------------------- |
| 88         | Porsche AG | Porsche AG     | Porsche 991 GT3 Cup | Porsche 991 GT3 Cup | Porsche 991 GT3 Cup | Porsche 991 GT3 Cup |
| Date       | Heure      | Phase          | Temps               | Tours               | Écart               | Clas.               |
| 10 mai     | 16 h 45    | Essais Libres  | 1 min 52 s 162      | 20                  | +1 s 284            | 16e                 |
| 11 mai     | 12 h 25    | Qualifications | 1 min 50 s 843      | 9                   | +1 s 179            | 13e                 |
| 12 mai     | 11 h 45    | Course         | 26 min 33 s 032     | 14                  | +18 s 908           | 11e                 |
| Sources, : |            |                |                     |                     |                     |                     |

### Monaco 2013

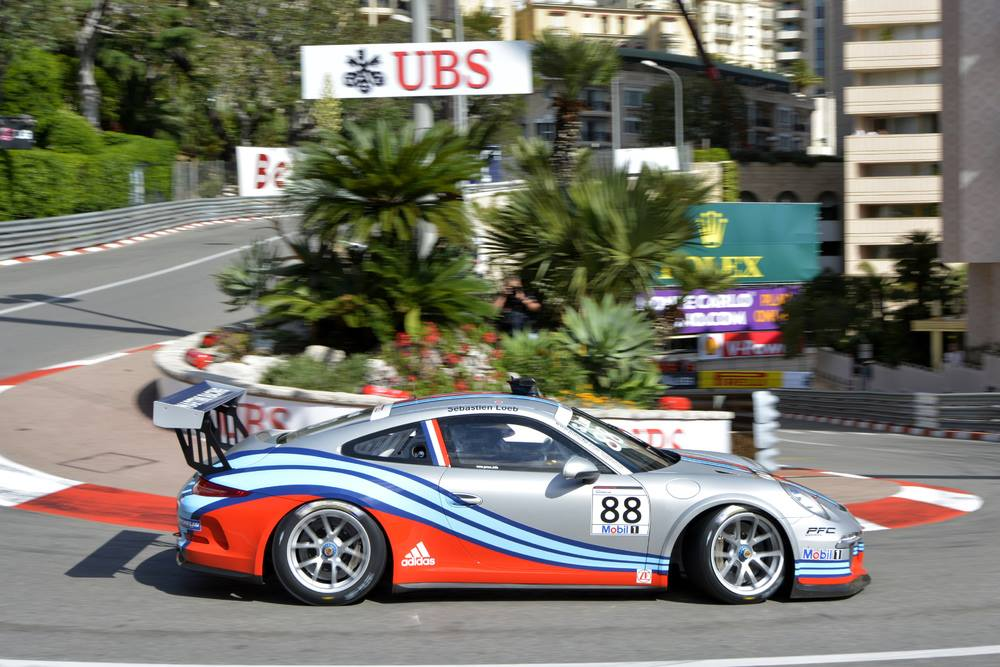
Face à un encombrement significatif du circuit, Sébastien Loeb ne bénéficie d'aucun tour dégagé lors des qualifications de Monaco et doit se contenter du seizième temps.

La dernière des deux piges de Sébastien Loeb a lieu deux semaines plus tard en support du Grand Prix de Monaco.
Treizième des essais libres du jeudi, l'Alsacien fait ensuite face à une séance de qualification significativement perturbée par une mauvaise organisation et un encombrement du circuit. Sur les traces du meilleur temps lors de l'une de ses tentatives, le champion du monde des rallyes est stoppé net dans son élan, bloqué par deux voitures concurrentes en perdition au milieu de la piste. Sur les vingt-six pilotes engagés, seul Sean Edwards, auteur de la pole position, bénéficiera d'un tour entièrement dégagé pour signer le chrono de référence. Après une période d'indécision, la grille est validée officiellement par les instances de régulation.
Seizième au départ, Loeb parvient à gagner quelques places avant de se retrouver tassé à l'extérieur de l'épingle de l'hôtel Loews pour en ressortir en dix-septième position. Le peloton étant désormais étiré, le tracé technique du circuit de Monaco interdira le moindre dépassement en course sur l'ensemble des seize tours à parcourir pour tous les concurrents. Seule une erreur de freinage de l'Italien Alessandro Zampedri permettra à l'Alsacien de progresser d'un rang pour terminer seizième.
| N°         | Équipe     | Équipe         | Voiture             | Voiture             | Voiture             | Voiture             |
| ---------- | ---------- | -------------- | ------------------- | ------------------- | ------------------- | ------------------- |
| 88         | Porsche AG | Porsche AG     | Porsche 991 GT3 Cup | Porsche 991 GT3 Cup | Porsche 991 GT3 Cup | Porsche 991 GT3 Cup |
| Date       | Heure      | Phase          | Temps               | Tours               | Écart               | Clas.               |
| 23 mai     | 17 h 30    | Essais Libres  | 1 min 38 s 868      | 25                  | +1 s 710            | 13e                 |
| 24 mai     | 9 h 45     | Qualifications | 1 min 37 s 771      | 15                  | +1 s 708            | 16e                 |
| 26 mai     | 9 h 45     | Course         | 26 min 45 s 819     | 16                  | +42 s 235           | 16e                 |
| Sources, : |            |                |                     |                     |                     |                     |

## Supertourisme 2L by Mitjet

### Pau 2013
Sébastien Loeb comble le week-end séparant ses deux piges en Porsche Supercup par un nouvel engagement dans la catégorie reine de la série Mitjet. Disputée en support du 72e Grand Prix automobile de Pau sur le tracé urbain du circuit de Pau-Ville, l'épreuve regroupe quinze concurrents dont le créateur de la discipline et quadruple vainqueur du Trophée Andros Jean-Philippe Dayraut. Au volant d'une voiture acquise par sa propre écurie, l'Alsacien fait le choix de participer à l'ensemble des quatre courses du meeting.
Deuxième des essais libres, treize millièmes derrière la meilleure marque de Dayraut, il signe quelques heures plus tard la pole position comptant pour la première course avec une marge de près d'une demi-seconde. L'inventeur du concept Mitjet reprend la tête lors de la deuxième séance, Loeb se classant second à environ trois dixièmes.
La première course disputée le dimanche matin se résumera à une passe d'armes continue entre les deux hommes. Sur une piste détrempée, Dayraut parvient à prendre le meilleur départ et s'impose sur le fil pour moins de deux dixièmes. La revanche a lieu l'après-midi du jour même. L'Alsacien passe en tête lors du coup d'envoi et conserve les commandes en esquivant plusieurs tentatives de dépassement de la part de son adversaire. Il ne cède sa première place que ponctuellement lorsque les deux hommes rattrapent le retardataire Édouard Hery et que ce dernier perd le contrôle de sa voiture juste devant lui, l'obligeant à effectuer un écart sur le bas-côté de la piste. Dayraut, auteur du meilleur tour en course, lui rendra sportivement aussitôt la place avant que le champion du monde des rallyes ne remporte la victoire avec une avance de trois dixièmes.
L'issue de la troisième course, disputée le matin du lundi de Pentecôte, sera manifestement à sens unique. Parti de la pole position devant Sébastien Loeb, Jean-Philippe Dayraut s'échappe rapidement en tête et passe sous le drapeau à damiers en devançant l'Alsacien de près de trois secondes sans avoir été inquiété. Il explique à l'arrivée avoir testé de nouveaux réglages de pression de pneus lui donnant un avantage significatif en matière de performances dans le but de démontrer le potentiel de la Mijet, affirmant également que tous les autres concurrents profiteraient de cette nouvelle configuration à compter du prochain départ. Contraint par l'heure de décollage de son avion, Loeb ne participe finalement pas à la quatrième et dernière course du meeting en raison du retard accumulé dans le programme des autres compétitions.
| N°         | Équipe                | Équipe                           |                        |                        |                        |                        |
| ---------- | --------------------- | -------------------------------- | ---------------------- | ---------------------- | ---------------------- | ---------------------- |
| 22         | Sébastien Loeb Racing | Sébastien Loeb Racing            |                        |                        |                        |                        |
| Date       | Heure                 | Phase                            | Temps                  | Tours                  | Écart                  | Clas.                  |
| 18 mai     | 10 h 45               | Essais Privés                    | 1 min 27 s 666         | 19                     | +0 s 013               | 2e                     |
| 18 mai     | 16 h 10               | Essais Qualificatifs - Pilotes A | 1 min 42 s 693         | 6                      | -                      | 1er                    |
| 18 mai     | 16 h 28               | Essais Qualificatifs - Pilotes B | 1 min 41 s 785         | 7                      | +0 s 363               | 2e                     |
| 19 mai     | 13 h 50               | Course 1 - Pilotes A             | 20 min 39 s 325        | 14                     | +0 s 161               | 2e                     |
| 19 mai     | 18 h 45               | Course 1 - Pilotes B             | 20 min 47 s 509        | 14                     | -                      | 1er                    |
| 20 mai     | 11 h 30               | Course 2 - Pilotes A             | 20 min 51 s 668        | 14                     | +0 s 161               | 2e                     |
| 20 mai     | 16 h 20               | Course 2 - Pilotes B             | N'a pas pris le départ | N'a pas pris le départ | N'a pas pris le départ | N'a pas pris le départ |
| Sources, : |                       |                                  |                        |                        |                        |                        |

### Magny-Cours 2013

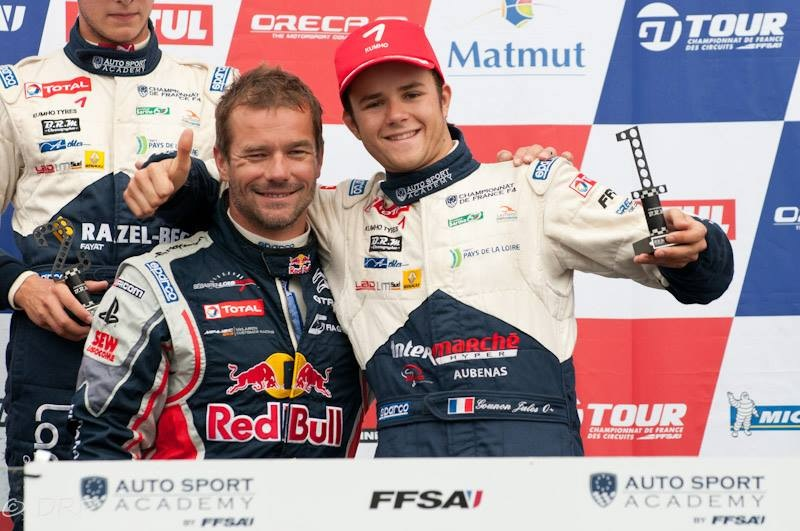
Sébastien Loeb remettant le prix de la victoire de la troisième course de Formule 4 à Jules Gounon lors du meeting de Magny-Cours 2013.

Le premier week-end de septembre, Sébastien Loeb poursuit son implication dans la série Mitjet en participant au meeting organisé dans le cadre du GT Tour sur le circuit de Nevers Magny-Cours. Au volant d'une voiture de son écurie, il prend part à l’événement aux côtés d'Alexandre Tosin et dispute deux des quatre courses au programme.
Dixième temps des essais libres du vendredi, il décroche la deuxième place de sa séance qualificative sur une piste détrempée, seize centièmes derrière la pole position établie par Jean-Philippe Dayraut.
La pluie persiste lors du coup d'envoi de la première course donné le samedi, rendant les conditions d'adhérence particulièrement précaires en raison du niveau d'efficacité limité des gommes Yokohama imposées. Loeb opte pour l'extérieur à l'abord du premier virage et parvient à passer momentanément devant Dayraut avant de rendre la position en sortant trop large dans la deuxième courbe. Il poursuit son offensive et réalise finalement l'intérieur dans la sortie d'Adélaïde puis creuse progressivement l'écart sur son adversaire. Dayraut lâche définitivement prise dans le troisième tour en s'arrêtant aux stands pour fixer son capot avant récalcitrant. L'Alsacien s'impose avec quarante-trois secondes d'avance sur son poursuivant direct Ronald Basso.
La deuxième course se déroule le lendemain sur une piste désormais pratiquement sèche. Dixième sur la grille de départ, Loeb gagne trois positions à l'issue du premier virage puis prend le dessus sur Andrey Kozlov dans la sortie d'Adélaïde. Il se hisse en quatrième position avant la fin du premier tour en dépassant coup sur coup Jean-Philippe Dayraut et Marc Hilairet avant d'établir le contact avec le trio de tête. Il accède au podium provisoire en prenant l'aspiration sur Gregor Raymondis dans le deuxième tour tout en esquivant plusieurs attaques portées par Ronald Basso, puis réitère la même manœuvre une boucle plus tard sur Michaël Guedj. Désormais deuxième, l'Alsacien compte environ une seconde de retard sur le leader Nicolas Gomar mais doit faire face au retour de Dayraut. Les sept tours restants seront le théâtre d'une passe d'armes entre les deux hommes provoquant quatre inversions du classement et permettant à Gomar de profiter du duel pour construire une marge de sécurité en tête. Les positions se resserrent progressivement à l'approche du drapeau à damiers. Alors troisième, Loeb prend définitivement le dessus sur Dayraut dans le dernier tour en réalisant l'intérieur dans le virage du Lycée. Il franchit la ligne d'arrivée en seconde position, moins d'une seconde derrière Nicolas Gomar.
| N° | Équipe                | Équipe                             | Équipier        | Équipier        | Équipier        | Équipier        |
| --- | --------------------- | ---------------------------------- | --------------- | --------------- | --------------- | --------------- |
| 22 | Sébastien Loeb Racing | Sébastien Loeb Racing              | Alexandre Tosin | Alexandre Tosin | Alexandre Tosin | Alexandre Tosin |
| Date | Heure                 | Phase                              | Temps           | Tours           | Écart           | Clas.           |
| 6 sep | 14 h 00               | Essais Privés                      | 2 min 00 s 749  | 11              | +3 s 667        | 10e             |
| 6 sep | 19 h 52               | Essais Qualificatifs - Pilotes A   | 2 min 13 s 289  | 6               | +1 s 651        | 2e              |
| 6 sep | 20 h 10               | Essais Qualificatifs - Pilotes B ‡ | 2 min 37 s 261  | 4               | +24 s 822       | 29e             |
| 7 sep | 10 h 17               | Course 1 - Pilotes A               | 21 min 07 s 230 | 9               | -               | 1er             |
| 7 sep | 14 h 00               | Course 1 - Pilotes B ‡             | 15 min 23 s 296 | 6               | +1 min 11 s 836 | 26e             |
| 8 sep | 9 h 27                | Course 2 - Pilotes A               | 20 min 54 s 859 | 10              | +0 s 930        | 2e              |
| 8 sep | 15 h 06               | Course 2 - Pilotes B ‡             | 21 min 43 s 983 | 8               | +1 Tour         | 24e             |
| |                       |                                    |                 |                 |                 |                 |
| Légende : ‡ — Cette partie de l'épreuve fut intégralement prise en charge par le coéquipier de Sébastien Loeb. |                       |                                    |                 |                 |                 |                 |
| Sources, : |                       |                                    |                 |                 |                 |                 |

## 10eRallye du Chablais
Déjà vainqueur l'année précédente, Sébastien Loeb renouvelle sa participation au rallye du Chablais pour le dixième anniversaire de l’événement dont il est l'un des principaux soutiens,. Engagé au volant de l'une des Citroën DS3 WRC d'usine de la marque aux chevrons et copiloté par son épouse Séverine, il remporte facilement l'épreuve disputée sur des pistes significativement détrempées. Auteur de la totalité des temps scratchs en dépit d'une crevaison et d'une sortie de piste sans gravité, il franchit la ligne d'arrivée titulaire d'une avance de plus de sept minutes sur son poursuivant direct Nicolas Althaus,.
| Étape      | Jour     | E.S. | Heure   | Nom                     | Distance | Clas. Spé.       | Temps            | Vit. Moy.        | Clas. |
| ---------- | -------- | ---- | ------- | ----------------------- | -------- | ---------------- | ---------------- | ---------------- | ----- |
| Étape 1    | 31 mai   | SS1  | 11 h 32 | Evionnaz - Vernayaz 1   | 5,54 km  | 1er              | 3 min 37 s 1     | 91,87 km/h       | 1er   |
| Étape 1    | 31 mai   | SS2  | 12 h 17 | Dents du Midi 1         | 10,16 km | 1er              | 6 min 26 s 9     | 94,54 km/h       | 1er   |
| Étape 1    | 31 mai   | SS3  | 12 h 46 | Portes du Soleil 1      | 12,04 km | 1er              | 7 min 58 s 8     | 90,53 km/h       | 1er   |
| Étape 1    | 31 mai   | SS4  | 15 h 36 | Dents du Midi 2         | 10,16 km | 1er              | 6 min 48 s 3     | 89,58 km/h       | 1er   |
| Étape 1    | 31 mai   | SS5  | 16 h 05 | Portes du Soleil 2      | 12,04 km | 1er              | 7 min 52 s 9     | 91,66 km/h       | 1er   |
| Étape 1    | 31 mai   | SS6  | 16 h 57 | Evionnaz - Vernayaz 2   | 5,54 km  | 1er              | 3 min 33 s 8     | 93,28 km/h       | 1er   |
| Étape 2    | 1er juin | SS7  | 7 h 50  | Tour d'Aï 1             | 21,79 km | Spéciale annulée | Spéciale annulée | Spéciale annulée | 1er   |
| Étape 2    | 1er juin | SS8  | 8 h 55  | Lavey - Bex 1           | 6,98 km  | 1er              | 5 min 13 s 4     | 80,18 km/h       | 1er   |
| Étape 2    | 1er juin | SS9  | 11 h 04 | Tour d'Aï 2             | 21,79 km | 1er              | 11 min 54 s 9    | 109,73 km/h      | 1er   |
| Étape 2    | 1er juin | SS10 | 12 h 09 | Lavey - Bex 2           | 6,98 km  | 1er              | 5 min 23 s 5     | 77,68 km/h       | 1er   |
| Étape 2    | 1er juin | SS11 | 14 h 06 | Collonges 1             | 7,43 km  | 1er              | 4 min 12 s 9     | 105,77 km/h      | 1er   |
| Étape 2    | 1er juin | SS12 | 14 h 54 | Villeneuve - Montreux 1 | 11,66 km | 1er              | 8 min 50 s 9     | 79,07 km/h       | 1er   |
| Étape 2    | 1er juin | SS13 | 17 h 08 | Collonges 2             | 7,43 km  | 1er              | 4 min 11 s 7     | 106,27 km/h      | 1er   |
| Étape 2    | 1er juin | SS14 | 17 h 56 | Villeneuve - Montreux 2 | 11,66 km | 1er              | 8 min 50 s 8     | 79,08 km/h       | 1er   |
| Sources, : |          |      |         |                         |          |                  |                  |                  |       |

## Pikes Peak International Hill Climb

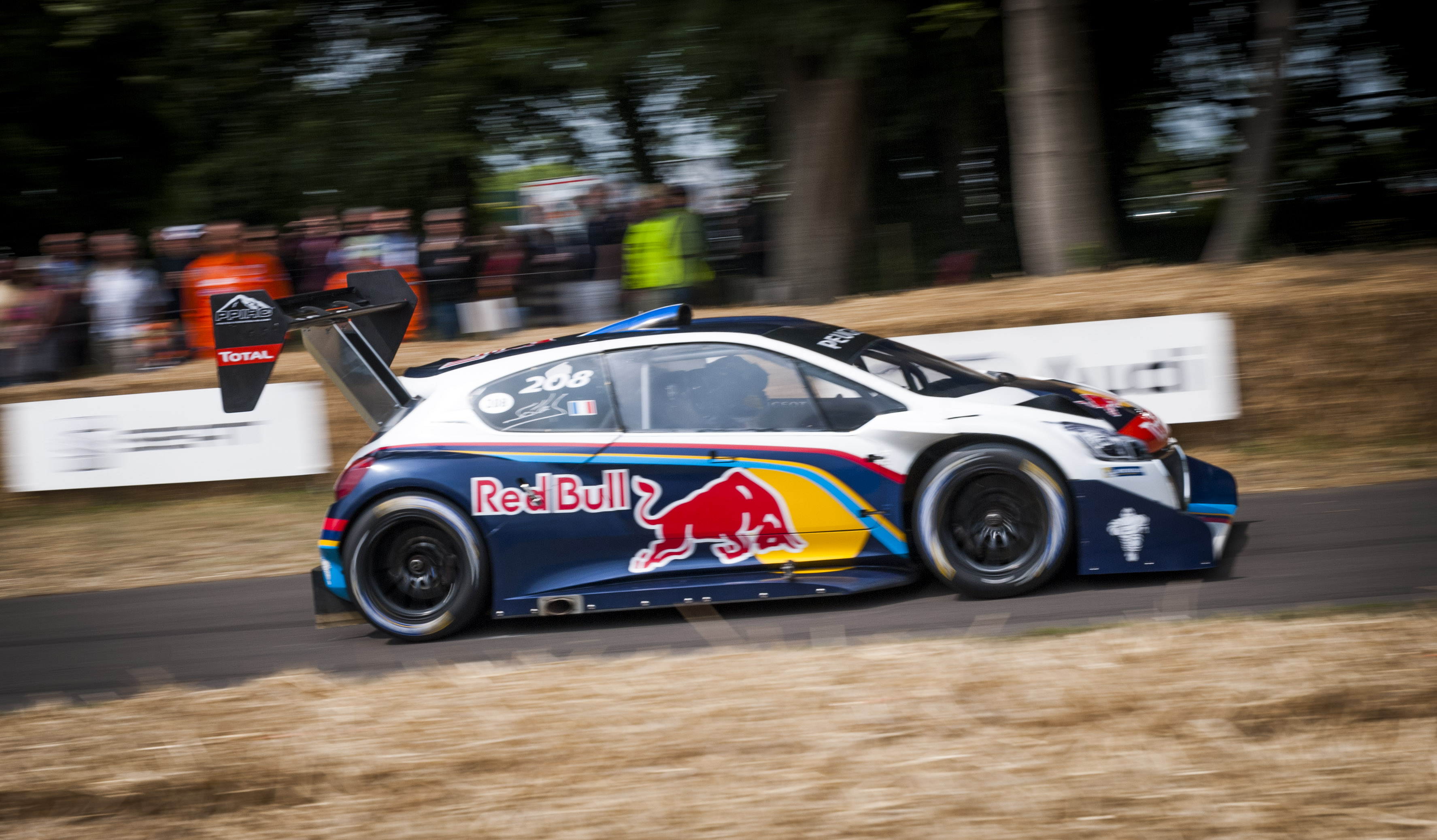
La Peugeot 208 T16 Pikes Peak utilisée par Sébastien Loeb lors de son record établi dans la course de côte américaine éponyme, ici dans les mains de Grégory Guilvert quelques semaines plus tard au Festival de vitesse de Goodwood 2013.

Le 22 mars 2013, des rumeurs persistantes font état d'une participation éventuelle de Sébastien Loeb à la mythique course de côte américaine de Pikes Peak International Hill Climb pour le compte de Peugeot Sport, l'autre branche compétition du groupe PSA avec lequel l'Alsacien est sous contrat. Une Peugeot 208 prototype serait spécialement conçue pour l'occasion, permettant ainsi au constructeur français d'amorcer le palmarès encore vierge à cette date de sa voiture citadine phare. Le choix de la marque au Lion n'est également pas un hasard puisqu'il constitue une référence directe à la victoire de l'ancien champion du monde des rallyes Ari Vatanen dans cette même épreuve en 1988 au volant d'une Peugeot 405 Turbo 16,,. Le nonuple champion du monde confirme les rumeurs le 28 mars 2013 sur sa page Facebook et officialise son engagement pour la quatre-vingt-onzième édition de la course vers les nuages en catégorie Unlimited à bord d'une Peugeot 208 T16 Pikes Peak de 875 ch à châssis tubulaire et dont le rapport poids sur puissance s'approche de celui d'une Formule 1. Les premiers essais de la voiture ont lieu sur le circuit Pau-Arnos dans les mains de Grégory Guilvert avant que Sébastien Loeb ne prenne lui-même le relais au Mont Ventoux le 14 mai 2013 afin de peaufiner les réglages, notamment au niveau de la direction, des amortisseurs et de la boîte de vitesses : « C’est important, car Pikes Peak n’a rien à voir avec le billard d’une piste. La voiture est assez facile à prendre en main dans un tel contexte. Il est donc indispensable de passer à un terrain plus proche de ce que l’on trouvera aux États-Unis. Cette route en est une bonne évocation. La puissance n’est plus ce qui m’impressionne. Ça y est, je m’y suis familiarisé ! Par contre, la vitesse avec laquelle les virages arrivent est bien plus saisissante qu’en circuit où tu sais que tu dois freiner au panneau « 100 mètres ». Là, tu arrives en 5e ou 6e, tu vois la montagne en face et tu te demandes où tu dois freiner. Elle est encore très réactive au volant et, pour la maintenir à fond dans les enchaînements rapides, c’est chaud ! Avec des pneus slicks aussi larges et les vitesses que l’on prend, la moindre imperfection de la route fait vraiment beaucoup bouger la voiture. »,,,,.
Les premiers tests officiels se déroulent les 8 et 9 juin 2013 dans le Colorado, sur deux portions distinctes de la piste utilisée pour la course finale. Loeb y réalise le temps de référence lors de chacune de ses tentatives, établissant respectivement une marge de vingt-six et quarante-cinq secondes sur son plus proche poursuivant Rhys Millen, tenant du titre et recordman de l'épreuve,,,. Il profite également de la présence sur place de son copilote de toujours Daniel Elena pour effectuer la reconnaissance des 20 km de la montée officielle avec le format de prise de notes que le duo avait l'habitude d'utiliser lors des rallyes. Une deuxième séance d'essais a lieu le 15 juin 2013, toujours sur une partie limitée de la piste définitive, dans le but de valider une dernière fois les réglages retenus ainsi que les choix de pneumatiques,. Lors d'un chat organisé sur le site internet de Red Bull, sponsor officiel de l'aventure, en date du 24 juin 2013, Sébastien Loeb s'avoue être assez confiant, affirmant avoir officieusement parcouru la totalité de la montée en moins de neuf minutes lors de quelques tentatives, laissant à penser que le record est à sa portée. Organisées dans le cadre d'une ultime séance d'essais répartie sur quatre jours et regroupant l'ensemble des concurrents, les qualifications de la catégorie Unlimited ont lieu le 26 juin 2013 sur une portion de 8,3 km correspondant à la partie basse du parcours officiel. Le champion du monde des rallyes y signe le meilleur temps avec un chrono de référence de 3 min 26 s 153, dix-sept secondes de mieux que son compatriote Romain Dumas pointant à la deuxième place, lui permettant ainsi de s'élancer en premier parmi son groupe d'appartenance lors de la course,,,.
Sébastien Loeb s'élance le dimanche 30 juin 2013 à 19 h 30 heure française pour la montée officielle et pulvérise l'ancien record de Rhys Millen de plus de quatre-vingt-dix secondes, devenant le premier pilote à descendre sous la barre des neuf minutes avec un temps de 8 min 13 s 878, également inférieur au chrono idéal théorique simulé par les ingénieurs de Peugeot,. Son adversaire d'origine néo-zélandaise, habitué de Pikes Peak depuis plus de quinze ans, termine second et bat également significativement son précédent record aux commandes de son nouveau prototype Hyundai Genesis Coupé. Deuxième des qualifications, Romain Dumas fut quant à lui contraint à l'abandon avant le coup d'envoi sur problème moteur,. Loeb signe finalement le meilleur temps définitif de la quatre-vingt-onzième édition de Pikes Peak International Hill Climb et remporte la victoire dans la catégorie Unlimited ainsi qu'au classement général : « Je me suis appliqué à piloter proprement et j'ai réussi à optimiser tous les détails que j'avais pu noter durant les essais. J'ai rapidement eu de très bonnes sensations et au final je crois qu’avec la voiture dans cette configuration, il était difficile de faire mieux. Peut-être une ou deux secondes, mais pas grand-chose. Cette auto est tellement scotchée au sol qu'il ne faut pas essayer de dépasser la limite. C'est une victoire particulière bien évidemment. Ce n'est pas comparable à un titre de championnat du monde qui se construit tout au long de l'année, mais c'est une course mythique. Je suis fier d'avoir remporté cette épreuve, mais aussi d'y avoir signé un nouveau record. Et je pense que c'est un beau record ! Il y a eu un engouement assez fort, qui m'a presque surpris, et j'ai d’ailleurs reçu autant de textos après la victoire que lors de mon dernier titre en WRC. Je savais que c'était une expérience unique : le grip d'un prototype type Le Mans, la poussée d’une F1 au départ, le tout sur une route de rallyes avec des ravins impressionnants. C'est extrême et les sensations sont vraiment incroyables. ».
| Catégorie  | N°      | Équipe                           | Équipe         | Voiture                    | Voiture                    | Voiture                    |
| ---------- | ------- | -------------------------------- | -------------- | -------------------------- | -------------------------- | -------------------------- |
| Unlimited  | 208     | Peugeot Sport                    | Peugeot Sport  | Peugeot 208 T16 Pikes Peak | Peugeot 208 T16 Pikes Peak | Peugeot 208 T16 Pikes Peak |
| Date       | Heure   | Phase                            | Temps          | Écart                      | Clas. Cat.                 | Clas.                      |
| 8 juin     | 5 h 30  | Essais Libres 1 - Portion Basse  | 3 min 29 s 24  | -                          | 1er                        | 1er                        |
| 9 juin     | 5 h 30  | Essais Libres 1 - Portion Haute  | 3 min 42 s 10  | -                          | 1er                        | 1er                        |
| 15 juin    | 5 h 30  | Essais Libres 2 - Portion Basse  | 3 min 25 s 839 | -                          | 1er                        | 1er                        |
| 25 juin    | 5 h 30  | Essais Libres 3 - Portion Basse  | 3 min 30 s 768 | -                          | 1er                        | 1er                        |
| 26 juin    | 5 h 30  | Qualifications - Portion Basse   | 3 min 26 s 153 | -                          | 1er                        | 1er                        |
| 27 juin    | 5 h 30  | Essais Libres 3 - Portion Medium | 2 min 12 s 32  | -                          | 1er                        | 1er                        |
| 28 juin    | 5 h 30  | Essais Libres 3 - Portion Haute  | 2 min 11 s 68  | -                          | 1er                        | 1er                        |
| 30 juin    | 12 h 30 | Course                           | 8 min 13 s 878 | -                          | 1er                        | 1er                        |
| Sources, : |         |                                  |                |                            |                            |                            |

## 24 Heures du Mans
Sébastien Loeb devait effectuer son retour aux 24 Heures du Mans lors de l'édition 2013 au travers de sa propre écurie SLR, qui fit l'acquisition l'année précédente d'une Oreca 03-Nissan LMP2 afin de prendre part au championnat European Le Mans Series. La structure de Soultz-sous-Forêts déclina finalement l'invitation de l'Automobile Club de l'Ouest en raison du désistement tardif d'un partenaire financier du projet, le budget manquant compromettant sa capacité à lutter pour les places d'honneur durant la compétition. Les pilotes tricolores Franck Montagny et Nicolas Marroc étaient alors confirmés pour occuper le baquet du prototype au moment du forfait,,.

## Rallycross de Lohéac
Le 14 mai 2013, Sébastien Loeb annonce sa participation au Rallycross de Lohéac sur invitation des organisateurs, constituant ainsi sa deuxième expérience dans cette discipline après une première tentative victorieuse aux côtés de Citroën l'année précédente dans le cadre des X Games de Los Angeles. Considérée comme le temple du Rallycross en France, l'épreuve se pose comme la plus vieille du genre dans l'Hexagone, organisée sans interruption depuis 1976 sur le circuit de Lohéac, et fait également office cette année-là de septième manche du championnat d'Europe. L'Alsacien se retrouvera ainsi confronté aux meilleurs spécialistes mondiaux, au premier rang desquels le champion en titre Timur Timerzyanov, l'Américain Tanner Foust et son ancien rival en WRC Petter Solberg. Inscrit dans la catégorie reine Supercar, il rejoint pour l'occasion la structure du vétéran Hervé Lemonnier au volant d'une Citroën DS3 RX dotée d'un moteur Oreca de plus de 500 ch : « J’ai reçu une sympathique invitation de l’organisation, notamment par l’intermédiaire de Patrick Germain, et j’ai décidé d’y répondre favorablement. Hormis les X-Games, je n’ai pas d’expérience en Rallycross et je m’attends donc à devoir batailler face à des sacrés spécialistes. J’avais apprécié mon expérience aux X-Games et je m’attends à quelque chose de similaire. Lohéac, c’est le temple du Rallycross. C’est un rendez-vous réputé qui rencontre toujours un grand succès populaire. Au niveau sportif, c’est aussi une course très relevée. Je ne pouvais pas laisser passer l’opportunité d’y participer au moins une fois dans ma carrière, qui plus est au volant d’une Citroën DS3. Je suis curieux de découvrir Lohéac, de rencontrer les fans et de courir en Bretagne. »,,,.
Loeb effectue une séance d'essais le 31 juillet 2013 sur le circuit de Lohéac afin de découvrir et de prendre en main sa nouvelle voiture. Cette phase de préparation pour la course officielle est également l'occasion pour lui de valider ses réglages et d'appréhender les différentes particularités du règlement : « Pour tout dire, je n’ai pas été trop dépaysé avec cette voiture alignée par le team d’Hervé Knapick. Elle m’a rappelé la Citroën DS3 XL avec laquelle j’avais gagné les X-Games l’an dernier. Les deux autos sont proches en termes de comportement, avec un moteur Oreca qui fonctionne bien. La puissance est d’ailleurs relativement similaire. Un peu comme lorsque je fais mon retour en WRC, j’ai eu besoin d’un petit temps d’adaptation, l’histoire de deux ou trois tours. Les sensations ont rapidement été bonnes et les essais se sont très bien passés. Les réglages étaient bons et nous avons simplement essayé de jouer sur deux ou trois points, au niveau de la suspension et du différentiel. Je dois dire en revanche que la piste est plutôt différente de ce que j’ai connu lors des X-Games. Aux États-Unis, c’était vraiment comme une spéciale en ville avec quelques sauts. Là, il y a bien plus de terre, environ moitié-moitié avec l’asphalte. Je m’attends à un mix de WRC et de circuit puisque je vais courir en peloton, sur une petite piste et une durée courte. Le départ sera primordial, je me suis donc logiquement entraîné à ce niveau. Enfin, j’en ai profité pour découvrir les particularités du règlement. Cela ne ressemble à rien de ce que j’ai pu connaître auparavant. C’est assez stratégique et ce d’autant plus que les dépassements ne me paraissent pas évidents sur ce tracé. »,.
La compétition débute le 31 août 2013 pourvue d'une liste d'engagements d'une trentaine de pilotes. L'Alsacien signe le cinquième temps des essais libres à moins de trois dixièmes de la meilleure marque établie par Solberg. Victime d'un problème mécanique au niveau des différentiels, il termine avant-dernier de sa première poule qualificative et écope du seizième temps général. Bénéficiant d'une voiture de nouveau opérationnelle, il remporte facilement sa série lors de la manche suivante, devançant son plus proche poursuivant Hervé Lemonnier de plus de quatre secondes et établissant le cinquième temps scratch. La synthèse de ces résultats préliminaires lui permet d'achever la première journée de l'épreuve au neuvième rang intermédiaire,.
Le lendemain, l'Alsacien enregistre le meilleur temps du Warm Up initiant la deuxième et dernière journée de compétition. Parti de la position la plus pénalisante sur la grille de sa troisième manche qualificative, il prend un départ correct et pointe en quatrième position à l'issue du premier virage avant de se faire percuter par Timmy Hansen au moment de s'engager dans le tour Joker. Bien que le tracé du circuit de Lohéac rende les dépassements pratiquement impossible, il parvient à prendre le dessus sur le champion de France de Rallycross Fabien Pailler dans le dernier tour pour accrocher la quatrième place et le dixième temps général. Opposé entre autres à Petter Solberg et Tanner Foust lors de sa dernière série qualificative, il hérite une nouvelle fois de la position la moins favorable sur la grille. Auteur d'un bon départ, il accroche rapidement la troisième position avant d'être déporté sur le bas-côté par un contact avec le champion américain. Il franchira l'arrivée cinquième et dernier de sa série mais son onzième temps général lui permet de se maintenir parmi les dix meilleurs pilotes, synonyme de qualification pour les demi-finales.
Son classement intermédiaire obtenu à l'issue des phases qualificatives lui octroie un emplacement sur la dernière ligne de la grille de départ, hypothéquant ainsi significativement ses chances d'accession à la finale, réservée au trio de tête de chaque manche. L'Alsacien opte pour l'extérieur au moment d'aborder le premier virage mais se fait heurter par Henning Solberg pour ne reprendre la course qu'en dernière position. La majorité des pilotes le devançant prennent alors aussitôt le tour Joker, lui permettant de bénéficier d'un horizon dégagé et de hausser son rythme. Il se hisse à la deuxième place avant de devoir s'engager à son tour dans la section handicapante du circuit et franchira la ligne d'arrivée en quatrième position, synonyme d'élimination de la compétition.
| Catégorie | N°      | Équipe                   | Équipe          | Équipe          | Voiture        | Voiture        |
| --------- | ------- | ------------------------ | --------------- | --------------- | -------------- | -------------- |
| Supercar  | 82      | Hervé Lemonnier          | Hervé Lemonnier | Hervé Lemonnier | Citroën DS3 RX | Citroën DS3 RX |
| Date      | Heure   | Phase                    | Temps           | Tours           | Écart          | Clas.          |
| 31 aoû    | 12 h 00 | Essais Libres            | 38 s 295        | 13              | +0 s 283       | 5e             |
| 31 aoû    | 14 h 30 | Heat 1 - Course 7        | 2 min 42 s 573  | 4               | +2 s 433       | 4e             |
| 31 aoû    | 14 h 30 | Heat 1 - Général         | 2 min 42 s 573  | 4               | +5 s 429       | 16e            |
| 31 aoû    | 16 h 30 | Heat 2 - Course 3        | 2 min 37 s 721  | 4               | -              | 1er            |
| 31 aoû    | 16 h 30 | Heat 2 - Général         | 2 min 37 s 721  | 4               | +1 s 705       | 5e             |
| 1er sep   | 9 h 00  | Warm Up                  | 37 s 271        | 7               | -              | 1er            |
| 1er sep   | 10 h 30 | Heat 3 - Course 7        | 2 min 37 s 580  | 4               | +1 s 895       | 4e             |
| 1er sep   | 10 h 30 | Heat 3 - Général         | 2 min 37 s 580  | 4               | +2 s 287       | 10e            |
| 1er sep   | 11 h 15 | Heat 4 - Course 5        | 2 min 37 s 753  | 4               | +3 s 658       | 5e             |
| 1er sep   | 11 h 15 | Heat 4 - Général         | 2 min 37 s 753  | 4               | +3 s 658       | 11e            |
| 1er sep   | -       | Classement Intermédiaire | -               | -               | -              | 9e             |
| 1er sep   | 13 h 50 | Demi-finales - Course 1  | 3 min 53 s 524  | 6               | +3 s 745       | 4e             |
| 1er sep   | 15 h 20 | Finale                   | Non qualifié    | Non qualifié    | Non qualifié   | Non qualifié   |
| 1er sep   | -       | Classement Final         | -               | -               | -              | 9e             |
| Sources : |         |                          |                 |                 |                |                |

## Championnat de France FFSA GT
En octobre 2013, Sébastien Loeb s'engage pour la troisième année consécutive dans la finale du GT Tour, disputée une nouvelle fois sur le circuit Paul Ricard. Au volant d'une McLaren MP4-12C GT3 de sa propre écurie, le champion du monde des rallyes y est associé à Christophe Lapierre, vainqueur de la Porsche Carrera Cup France l'année précédente en catégorie B : « Christophe découvrira la McLaren donc ce sera un week-end d’apprentissage, ainsi que ses premiers pas en Championnat de France GT. Il est compétitif et, de par son passé de rallyman, il a une certaine faculté d’adaptation. Ce sera intéressant de voir son évolution. Nous tenterons de décrocher un podium, voire mieux, même si le niveau est très relevé avec des équipages particulièrement homogènes. ».
Les deux hommes concluent les essais libres du vendredi entre la neuvième et la quinzième place, parvenant à réduire l'écart consenti sur les meilleurs au fur et à mesure du roulage accumulé. Le lendemain, Lapierre signe le douzième temps de sa séance qualificative à plus d'une seconde du chrono de référence établi par la Mercedes SLS AMG de Luca Stolz. Loeb se classera quant à lui cinquième de sa session réservée aux pilotes professionnels quelques minutes plus tard, moins de cinq dixièmes derrière la pole position de l'Israélien Alon Day, l'un de ses adversaires en FIA GT Series,.
Douzième au départ de la première course, Christophe Lapierre se hisse en septième position peu après le coup d'envoi, profitant du chaos généré par un carambolage impliquant notamment l'Audi R8 LMS Ultra de David Hallyday. L'épreuve est neutralisée par le Safety Car durant plusieurs minutes. Le pilote de la McLaren numéro 19 abandonne deux positions lors de la réinitialisation au profit de Gilles Vannelet et Éric Cayrolle avant de reprendre la huitième place au triple champion de France de Supertourisme quelques tours plus tard. Il tiendra son rang jusqu'au passage de relais durant lequel l'équipage du SLR perd un temps significatif dans les stands en raison de sangles récalcitrantes. Reparti en douzième position, Sébastien Loeb entame une remontée sur les autres concurrents, dépassant coup sur coup Stéphane Ortelli, Klaus Bachler, Antoine Leclerc et Nicolas Armindo. Il accrochera finalement la sixième place du général en prenant le dessus sur Arno Santamato à quatre tours de l'arrivée.
L'Alsacien s'élance le lendemain en cinquième position sur la grille de la deuxième course et gagne un rang grâce à un dépassement effectué avec succès sur Ulric Amado à l'issue du premier virage. Il porte plusieurs attaques sur son ancien coéquipier des 24 Heures du Mans 2005 Soheil Ayari et parvient à prendre le dessus au cours du cinquième tour. Désormais troisième, il conserve son rang jusqu'au passage de témoin opéré à la mi-course. Christophe Lapierre prend alors le relais et se hisse en tête une fois les arrêts aux stands obligatoires effectués, les deux équipages initialement aux avant-postes ayant perdu un temps significatif dans leur changement de pilote respectif. Toujours aux commandes à quatre tours de l'arrivée, il se fera finalement surprendre par Henry Hassid puis Luca Stolz dans les derniers kilomètres, franchissant la ligne d'arrivée sur la troisième marche du podium. Quelques heures plus tard, la McLaren numéro 19 est finalement disqualifiée sur décision des commissaires techniques. La pression du turbo est une nouvelle fois mise en cause et fait suite à des incidents similaires ayant impactés le SLR en FIA GT Series lors des meetings de Nogaro et Zandvoort. Le directeur de l'écurie de Soultz-sous-Forêts Dominique Heintz précise après-course que ce problème récurrent est de la responsabilité directe du constructeur britannique : « À Nogaro, Zandvoort, Magny-Cours et aujourd’hui au Paul Ricard, une de nos McLaren a été déclassée lors des vérifications techniques, soit après les qualifications, soit après la course. Nous avons été patients mais cette situation n’est plus tolérable. Aujourd'hui, je suis clairement très déçu, pour ne pas dire furieux. L’ensemble de l’équipe partage mon sentiment. Je suis  en colère parce que les gars du team se démènent tous les jours pour obtenir de bons résultats, parce que Sébastien et Christophe Lapierre font une superbe course, qu’ils prennent des risques… et tout ça pour rien ! Ces déclassements ne sont pas imputables à notre équipe technique ou à une quelconque intervention du team. McLaren est fautif, les ingénieurs McLaren l’ont constaté. Cela nous a coûté des résultats plus ou moins importants selon les cas, et donc un podium ce dimanche. N’ayant pas la main sur ces problèmes, nous subissons la situation, et nous sommes agacés de la subir. »,,,.
| Catégorie | N°      | Équipe                   | Voiture             | Voiture             | Équipier            | Équipier            | Équipier            |
| --- | ------- | ------------------------ | ------------------- | ------------------- | ------------------- | ------------------- | ------------------- |
| GT3 | 19      | Sébastien Loeb Racing    | McLaren MP4-12C GT3 | McLaren MP4-12C GT3 | Christophe Lapierre | Christophe Lapierre | Christophe Lapierre |
| Date | Heure   | Phase                    | Temps               | Tours               | Écart               | Clas. Cat.          | Clas.               |
| 25 oct | 10 h 50 | Essais Privés 1          | 1 min 22 s 291      | 11                  | +1 s 520            | 13e                 | 13e                 |
| 25 oct | 11 h 25 | Essais Privés 2 ‡        | 1 min 23 s 537      | 12                  | +1 s 196            | 12e                 | 12e                 |
| 25 oct | 14 h 10 | Essais Privés 3 ‡        | 1 min 22 s 300      | 15                  | +0 s 948            | 9e                  | 9e                  |
| 25 oct | 14 h 45 | Essais Privés 4          | 1 min 21 s 735      | 16                  | +0 s 998            | 15e                 | 15e                 |
| 26 oct | 10 h 15 | Essais Qualificatifs 1 ‡ | 1 min 21 s 512      | 12                  | +1 s 438            | 12e                 | 12e                 |
| 26 oct | 10 h 45 | Essais Qualificatifs 2   | 1 min 19 s 965      | 9                   | +0 s 471            | 5e                  | 5e                  |
| 26 oct | 16 h 10 | Course 1                 | 1 h 00 min 54 s 096 | 41                  | +36 s 152           | 6e                  | 6e                  |
| 27 oct | 14 h 00 | Course 2                 | 1 h 00 min 25 s 376 | 43                  | +2 s 943            | DSQ                 | DSQ                 |
| |         |                          |                     |                     |                     |                     |                     |
| Légende : ‡ — Cette partie de l'épreuve fut intégralement prise en charge par le coéquipier de Sébastien Loeb. |         |                          |                     |                     |                     |                     |                     |
| Sources, : |         |                          |                     |                     |                     |                     |                     |

## 40eRallye du Condroz-Huy
Un mois après sa dernière apparition en WRC, Sébastien Loeb s'engage pour la première fois de sa carrière sur une épreuve belge dans le cadre de la quarantième édition du rallye du Condroz-Huy, manche de clôture du championnat de Belgique. L'opération s'est construite avec l'implication de plusieurs partenaires, dont la filiale Benelux de Citroën, la marque de bière Gordon, le manufacturier Michelin ainsi que le Motor Club de Huy. Au volant d'une Citroën DS3 WRC, l'Alsacien est copiloté par son épouse Séverine tandis que son partenaire de toujours, Daniel Elena, se retrouve associé à bord d'une Xsara aux côtés du directeur de Citroën Racing Yves Matton, originaire de la région. Loeb remporte facilement la victoire au général en signant le temps scratch sur l'ensemble des spéciales au programme, à l'exception de la dernière en raison d'une double crevaison, et s'impose avec plus de six minutes d'avance sur son poursuivant direct Xavier Bouche, évoluant sur une C4. La troisième place de Matton permet dès lors au constructeur français de réaliser un triplé au moyen des trois modèles champions du monde de la marque,.
| Étape     | Jour    | E.S. | Heure   | Nom                   | Distance | Clas. Spé. | Temps        | Vit. Moy.   | Clas. |
| --------- | ------- | ---- | ------- | --------------------- | -------- | ---------- | ------------ | ----------- | ----- |
| Étape 1   | 1er nov | SS1  | 15 h 00 | Ben-Ahin 1            | 9,69 km  | 1er        | 4 min 20 s 9 | 133,71 km/h | 1er   |
| Étape 2   | 2 nov   | SS2  | 9 h 10  | Engis 1               | 7,83 km  | 1er        | 4 min 16 s 9 | 109,72 km/h | 1er   |
| Étape 2   | 2 nov   | SS3  | 9 h 31  | Anthisnes 1           | 9,51 km  | 1er        | 5 min 26 s 7 | 104,79 km/h | 1er   |
| Étape 2   | 2 nov   | SS4  | 9 h 54  | Tinlot - Modave 1     | 8,79 km  | 1er        | 5 min 04 s 8 | 103,82 km/h | 1er   |
| Étape 2   | 2 nov   | SS5  | 10 h 17 | Goesnes 1             | 12,73 km | 1er        | 6 min 47 s 3 | 112,52 km/h | 1er   |
| Étape 2   | 2 nov   | SS6  | 12 h 35 | Lavoir 1              | 9,72 km  | 1er        | 5 min 09 s 7 | 112,99 km/h | 1er   |
| Étape 2   | 2 nov   | SS7  | 13 h 02 | Wanzoul 1             | 7,88 km  | 1er        | 4 min 41 s 3 | 100,85 km/h | 1er   |
| Étape 2   | 2 nov   | SS8  | 13 h 27 | Villers-le-Bouillet 1 | 8,88 km  | 1er        | 4 min 18 s 6 | 123,62 km/h | 1er   |
| Étape 2   | 2 nov   | SS9  | 13 h 48 | Bodegnée - Jehay 1    | 8,53 km  | 1er        | 4 min 28 s 6 | 105,35 km/h | 1er   |
| Étape 2   | 2 nov   | SS10 | 15 h 21 | Engis 2               | 7,83 km  | 1er        | 4 min 11 s 7 | 111,99 km/h | 1er   |
| Étape 2   | 2 nov   | SS11 | 15 h 42 | Anthisnes 2           | 9,51 km  | 1er        | 5 min 30 s 3 | 103,65 km/h | 1er   |
| Étape 2   | 2 nov   | SS12 | 16 h 05 | Tinlot - Modave 2     | 8,79 km  | 1er        | 5 min 02 s 5 | 104,61 km/h | 1er   |
| Étape 2   | 2 nov   | SS13 | 16 h 28 | Goesnes 2             | 12,73 km | 1er        | 6 min 34 s 2 | 116,26 km/h | 1er   |
| Étape 2   | 2 nov   | SS14 | 18 h 46 | Lavoir 2              | 9,72 km  | 1er        | 5 min 14 s 2 | 111,37 km/h | 1er   |
| Étape 2   | 2 nov   | SS15 | 19 h 13 | Wanzoul 2             | 7,88 km  | 1er        | 4 min 42 s 1 | 100,56 km/h | 1er   |
| Étape 2   | 2 nov   | SS16 | 19 h 38 | Villers-le-Bouillet 2 | 8,88 km  | 1er        | 4 min 18 s 1 | 123,86 km/h | 1er   |
| Étape 2   | 2 nov   | SS17 | 19 h 59 | Bodegnée - Jehay 2    | 8,53 km  | 1er        | 4 min 34 s 3 | 103,16 km/h | 1er   |
| Étape 3   | 3 nov   | SS18 | 7 h 37  | Ombret - Strée 1      | 17,01 km | 1er        | 8 min 33 s 1 | 119,35 km/h | 1er   |
| Étape 3   | 3 nov   | SS19 | 8 h 02  | Vierset 1             | 6,34 km  | 1er        | 3 min 57 s 5 | 96,10 km/h  | 1er   |
| Étape 3   | 3 nov   | SS20 | 8 h 26  | Marchin 1             | 13,30 km | 1er        | 7 min 40 s 8 | 103,91 km/h | 1er   |
| Étape 3   | 3 nov   | SS21 | 10 h 32 | Wanze 1               | 10,43 km | 1er        | 5 min 49 s 2 | 107,53 km/h | 1er   |
| Étape 3   | 3 nov   | SS22 | 11 h 02 | Ben-Ahin 2            | 7,26 km  | 1er        | 3 min 59 s 1 | 109,31 km/h | 1er   |
| Étape 3   | 3 nov   | SS23 | 12 h 25 | Ombret - Strée 2      | 17,01 km | 1er        | 8 min 29 s 7 | 120,14 km/h | 1er   |
| Étape 3   | 3 nov   | SS24 | 12 h 50 | Vierset 2             | 6,34 km  | 1er        | 3 min 46 s 4 | 100,81 km/h | 1er   |
| Étape 3   | 3 nov   | SS25 | 13 h 14 | Marchin 2             | 13,30 km | 1er        | 7 min 54 s 4 | 100,93 km/h | 1er   |
| Étape 3   | 3 nov   | SS26 | 15 h 20 | Wanze 2               | 10,43 km | 1er        | 5 min 56 s 2 | 105,41 km/h | 1er   |
| Étape 3   | 3 nov   | SS27 | 16 h 05 | Ben-Ahin 3            | 7,26 km  | 17e        | 4 min 43 s 9 | 92,06 km/h  | 1er   |
| Sources : |         |      |         |                       |          |            |              |             |       |

## Porsche Carrera Cup Asia
Le 8 octobre 2013, Sébastien Loeb annonce sa participation à la manche de clôture de la Porsche Carrera Cup Asia sur invitation du constructeur germanique créateur de la série. Organisé dans le cadre de la soixantième édition du Grand Prix automobile de Macao, ce meeting doit permettre au nonuple champion du monde des rallyes de découvrir le circuit urbain de Guia, épreuve phare du championnat WTCC qu'il doit aborder à compter de la saison suivante avec Citroën Racing. L'ancien comptoir portugais d'Asie du Sud-Est accueille en effet traditionnellement la finale du mondial de tourisme depuis ses débuts, et le tracé découpé dans la ville n'est accessible aux pilotes qu'un week-end par an durant le mois de novembre : « De l’avis de tous, Macao est un circuit très spécifique et les opportunités d’y rouler sont rares. J’ai la possibilité de courir sur ce tracé en ville et je pense que ce sera une expérience enrichissante dans l’optique de mon engagement en WTCC avec Citroën. »,,.
Après une découverte du circuit aux côtés du Macanais Rodolfo Ávila, Loeb signe le troisième temps des essais libres du samedi, à moins de trois dixièmes des deux pilotes du LKM Racing, le Japonais Keita Sawa et le Néo-Zélandais Earl Bamber, sacré vainqueur du championnat asiatique pour sa première saison quelques semaines plus tôt. L'Alsacien se classe à nouveau troisième au terme des qualifications, Sawa prenant cette fois-ci le dessus sur son coéquipier en y décrochant la pole,. Le départ de la course est dans un premier temps donné sous Safety Car en raison des conditions détrempées affectant la piste et jugées dangereuses pour un coup d'envoi en paquet. Loeb prend rapidement l'avantage sur Keita Sawa dès la fin de la neutralisation et se hisse en deuxième position, Earl Bamber s'emparant quant à lui de la tête. Le jeune champion de la discipline creuse progressivement l'écart au fil des tours avant que la course ne soit une nouvelle fois interrompue à la suite d'un accrochage entre Jason Zhang et Benjamin Rouget. L'Alsacien tentera sans succès une attaque au moment de la relance et terminera finalement second pour sa découverte du tracé de Macao,,.
| Groupe     | N°      | Équipe                | Voiture             | Voiture             | Voiture             |            |       |
| ---------- | ------- | --------------------- | ------------------- | ------------------- | ------------------- | ---------- | ----- |
| A          | 3       | Team Carrera Cup Asia | Porsche 997 GT3 Cup | Porsche 997 GT3 Cup | Porsche 997 GT3 Cup |            |       |
| Date       | Heure   | Phase                 | Temps               | Tours               | Écart               | Clas. Grp. | Clas. |
| 9 nov      | 9 h 05  | Essais Libres         | 2 min 29 s 661      | 10                  | +0 s 284            | 3e         | 3e    |
| 9 nov      | 14 h 40 | Qualifications        | 2 min 28 s 844      | 11                  | +0 s 949            | 3e         | 3e    |
| 10 nov     | 11 h 39 | Course                | 30 min 38 s 637     | 9                   | +4 s 227            | 2e         | 2e    |
| Sources, : |         |                       |                     |                     |                     |            |       |

## Scorpion Masters
Le 30 novembre 2013, Sébastien Loeb participe à la troisième édition du Scorpion Masters, compétition organisée en fin d'année depuis 2010 et dont l'ambition est de désigner le meilleur pilote moto de la saison, toutes disciplines confondues. Pour cela, cinq épreuves sont disputées au sein du complexe du circuit Paul Ricard dans quatre catégories différentes : Trial, Enduro, Supermotard et Vitesse. Le pilote obtenant le classement final moyen le plus faible est déclaré vainqueur,,.
L'Alsacien se classe treizième de l'épreuve de Trial au guidon d'une Ossa TR, quinzième en Enduro sur une KTM 450 EXC puis conclut la matinée en terminant vingt-deuxième du Supermotard avec une KTM 450 SMR, ces deux dernières disciplines l'ayant fait particulièrement souffrir en raison du syndrome des loges dont il est atteint. Des averses étant survenues au cours de la pause de midi, les épreuves de Vitesse débutent sur une piste détrempée. Loeb penche alors par mesure de sécurité pour la nouvelle KTM 1290 Super Duke R bénéficiant d'un Traction Control électronique. Huitième des qualifications, il se classe respectivement dixième et neuvième des deux courses au programme, optant dans la deuxième pour une KTM RC8 R dont il est coutumier au vu de l'amélioration des conditions de route. Il termine son premier Scorpion Masters à la treizième place du général sur un total de vingt-huit participants, composé essentiellement de pilotes moto évoluant au niveau mondial dans leur discipline respective. Il échoue cependant à atteindre l'objectif qu'il s'était fixé consistant à battre son ami Soheil Ayari, neuvième du classement final grâce à une cinquième et une troisième place dans les épreuves de Vitesse, et seul autre pilote automobile ayant pris part à l'événement. L'édition 2013 est quant à elle remportée par le triple champion du monde d'Enduro David Knight,,.
| Date      | Heure   | Épreuve     | Moto                  | Clas. Épr. | Clas. |
| --------- | ------- | ----------- | --------------------- | ---------- | ----- |
| 30 nov    | 8 h 30  | Trial       | Ossa TR               | 13e        | 13e   |
| 30 nov    | 9 h 00  | Enduro      | KTM 450 EXC           | 15e        | 15e   |
| 30 nov    | 11 h 00 | Supermotard | KTM 450 SMR           | 22e        | 18e   |
| 30 nov    | 15 h 00 | Vitesse 1   | KTM 1290 Super Duke R | 10e        | 18e   |
| 30 nov    | 16 h 00 | Vitesse 2   | KTM RC8 R             | 9e         | 13e   |
| Sources : |         |             |                       |            |       |